# 家庭教師ヒットマンREBORN!
『家庭教師ヒットマンREBORN!』（かてきょーヒットマンリボーン）は、天野明による日本の漫画。『週刊少年ジャンプ』（集英社）において2004年26号から2012年50号まで連載された。全42巻。タイトルの「家庭教師」は「かてきょー」と読むのが正しく、「かていきょうし」の読みは誤り。略称は「リボーン」。2016年7月時点で累計発行部数は3000万部を突破している。
テレビアニメ化もされており、2006年10月から2010年9月までテレビ東京系列 (TXN) で放送された。2010年12月には、テレビアニメの続きとなる「継承式編」が情報番組『サキよみ ジャンBANG!』のコーナー「週刊VOMIC」で動画コミック（VOMIC）として放送されている（全4話）。

## 概要
プロトタイプにあたる同タイトルの読切（『週刊少年ジャンプ』2003年51号掲載）を経て連載開始。その読切は公式キャラクターブックに収録されている。連載当初は一話完結のギャグ漫画だったが、62話（標的62）を境にバトル要素を多く取り入れ路線変更している。元々は主人公の沢田綱吉（通称ツナ）の心の成長を描いた成長物語の一面も併せ持っている。
「マスコットキャラと落ちこぼれ主人公、そしてその仲間たちが繰り広げるドタバタコメディ」系統の漫画だが、同ジャンルの漫画が主要人物二人の友情と信頼関係に重点を置くのに比べ、主要人物二人が家庭教師と生徒の関係（つまり師弟関係）にある。
キャラクターの一部に自動車やバイク（主にイタリアのメーカー）などに関連した名前が付けられている。コミックス13巻からイタリア語監修者アントニオ・マイッツァがついている。
2015年2月4日より、少年ジャンプ+で期間限定で復刻掲載が行われた。

## あらすじ

### 日常編
運動も勉強もダメで何事もすぐに諦めてしまう、うだつの上がらない少年・ダメツナこと【沢田綱吉】（通称ツナ）の前に家庭教師として現れたのは、ヒットマン（殺し屋）を名乗るリボーンという名の赤ん坊。リボーンの目的はただ一つ、ツナをイタリアンマフィア・ボンゴレファミリーの10代目ボスとして立派に育て上げること。9代目から依頼を受けたリボーンは、頭を撃たれた者が撃たれた時に後悔したことを死ぬ気でがんばってしまうというボンゴレに伝わる秘弾「死ぬ気弾」を使い、ツナをマフィアのボスに相応しい人間とすべく「教育」を始める。（漫画：標的1-61/アニメ：標的1-19,27-33,38-39,66-73）（漫画：6月18日から1年後の9月1日まで）

### VS黒曜編
並盛中の風紀委員が何者かに襲われ、歯を抜かれるという事件が続発した（アニメでは現場に懐中時計を残していった）。当初は風紀委員のみという関係から、不良同士の喧嘩かと思われたが、被害は風紀委員以外の生徒に及ぶようになる。リボーンはディーノからの情報と、抜かれる歯の本数（アニメでは懐中時計の時間）の減少、以前ランキングフゥ太が作成したランキングをもとに、敵が実はマフィアを追放された脱獄囚であり、彼らが10代目候補であるツナを狙っていることを突き止める。9代目の指令を拒否するツナであったが、首謀者六道骸を倒すため、リボーン、獄寺、山本、ビアンキと共に敵のアジトへ乗り込むことを決意する。（漫画：標的62-81/アニメ：標的20-26）（漫画：9月7日から翌年9月9日まで/アニメ：2月某日）

### VSヴァリアー編
六道骸との戦いに勝利し、しばらく経ったある日、ツナの前に死ぬ気の炎を宿した少年が現れる。彼の名前はバジリコン（通称・バジル）、ボンゴレファミリーの暗殺部隊「ヴァリアー」の一員スペルビ・スクアーロに追われており、ボンゴレファミリー秘蔵のハーフボンゴレリングをツナに渡した。ヴァリアーの目的は、ヴァリアーのボスであり9代目の嫡子であるXANXUS（ザンザス）をボンゴレ10代目にすること、そしてボンゴレリングを手に入れること。ツナ側守護者7人と、XANXUS側守護者7人のボンゴレ次期後継者を賭けた、1対1のリング争奪戦が始まる。（漫画：標的82-135/アニメ：標的34-37,40-65）（漫画：10月13日から翌年10月27日まで）

### 未来編
現在の自分と、10年後の未来の自分を5分間だけ入れ替える「10年バズーカ」。その誤射でリボーンが行方不明になってしまい、彼を捜すツナも10年（正確には9年と10か月ちょっと）後に飛ばされてしまう。10年後の世界でツナは、10年後に自分が死んだらしいことと、10年後の仲間が白蘭（びゃくらん）率いるミルフィオーレファミリーという新興マフィアから命を狙われていることを知る。5分経っても10年前に帰れない上、獄寺をはじめとする仲間や友達までもが10年後にやってきてしまう最悪の事態の中、10年前に帰る手がかりを捜すため、ツナたちは「リング」と「匣（ボックス）」の力を使い、未来での生き残りを賭けた戦いに身を投じていく。（漫画：標的136-282/アニメ：標的74-141,標的154-177、標的190-203）。

### アルコバレーノ編
アニメオリジナルのシリーズで、2009年7月18日から10月3日まで放送（アニメ：標的142-標的153）。原作者である天野明が監修。
ミルフィオーレファミリーの日本支部であるメローネ基地にいた入江正一から、白蘭を倒すヒントをもらったツナと守護者たち。ツナは10年後の自分から託されたボンゴレ匣を開けるためにアルコバレーノの7つの印を得る事が必要だと知らされる。未来から一時的に過去へと戻り、一週間でアルコバレーノの試練を受けることになる。
試練の内容は登場順に、①戦闘力(対コロネロ)②魅力(対スカル)③適応力(対バイパー)④指導力(対フォン)⑤包容力(欠番のため対アリア)⑥ボス力(対リボーン)⑦直感力(対ヴェルデ)。審判はラル・ミルチが務める。
アニメ内では、7人のアルコバレーノ達が共通の仕事を果たすため初めて集合した場面・リボーンとルーチェの会話・「運命の日」の場面など、当時の原作には無かった部分も多数描かれた。
「トゥリニセッテを乱してはならない」というアルコバレーノの掟についても語られている。

### I世（プリーモ）ファミリー編
アニメオリジナルのシリーズで、2010年4月3日から放送（アニメ：標的178-189）。
未来チョイス編にて、ミルフィオーレファミリーに敗れたボンゴレファミリー。急ぎ並盛町へ退避するも、ツナ達を運んだ超炎リング転送システムを破壊し損ね、真6弔花が再び襲って来るまで数時間しかない。白蘭との最終決戦を前に、ツナ達の力をレベルアップさせる必要性を感じたリボーンは1つの賭けに出る。それは、10年前の世界にボンゴレI世とそのファミリーを呼び寄せ、ツナ達が真のボンゴレを継ぐに相応しい人物かを彼らに見極めさせることだった。
スパナの助けにより10年前の並盛神社に帰還した一同。その日付はアルコバレーノの試練をクリアした翌日だった。ユニがボンゴレリングの意思に向かって祈り、実態として出現したボンゴレI世は「守護者の使命をどう体現できるか、その覚悟があるか」と一同に語りかける。各属性のアルコバレーノを家庭教師とし、前列の無い賭けを成功させるためツナ達の新たな修行が始まる。

### 継承式編
ツナたちが未来から戻って、数日後。ツナが9代目から10代目ボンゴレボスの座を引き継ぐ式典「継承式」が迫っていた。一方、並盛中学校に至門中学校から七人の転校生がやってきた。至門中の転校生たち（実は全員マフィア「シモンファミリー」の構成員）とツナの守護者たちは、次第に仲良くなる。（漫画：標的283-346）

### 虹の呪い編
リボーンたち「選ばれし7人」が虹の赤ん坊「アルコバレーノ」になった原因を知る、鉄の帽子の男。ある日、アルコバレーノ全員が一つの同じ夢を見ている最中、その男が時を経て現れる。「アルコバレーノへの意思確認と提案をしに来た」と話す男は、「虹の呪いを解きたいか!?」と全員に問いかけた。話に乗ったリボーンは、教え子であるツナとディーノに自らにかけられた呪いについて打ち明け、「代わりに戦ってほしい」と2人に頼み込む。（漫画：標的350-406）

### 日常編（終）
ツナたちの活躍により、アルコバレーノの虹の呪いが解けてから間もないころ、ツナの元にコロネロとラル・ミルチの結婚式の招待状が届く。コロネロから早く彼女を作るように催促されたツナは、リボーンとビアンキから優柔不断克服プログラムを受けることとなり、久々に死ぬ気弾をくらって笹川京子に告白することになる。そして、リボーンから最後の決断「ボンゴレの十代目になるかどうか」を迫られる。（漫画：標的407-409）

### 番外編
以下は『週刊少年ジャンプ』以外の媒体で発表された作品。
- 『リボーンVS凶悪ヒットマン』
  - 「週刊少年ジャンプ特別編集増刊 ジャンプヒーローズ」（2005年6月発売）掲載の読み切り。内容は日常編で、リボーン・ランボ・イーピンの活躍が中心。公式キャラクターブック「Vongola77」に収録。
- 『並中ゲーム部』（2007年1月号-2008年7月号）
- 『匣の舞台裏（ボックステージ）』（2008年8月号 - 2009年9月号）
  - 『Vジャンプ』2007年1月号から、リボーン関連のゲーム記事の一つとして展開。一コマカラー漫画。公式ビジュアルブック「REBORN Colore!」に収録。
- 『怪物づかいツナ!』（2009年10月号 - 2010年5月号）
  - 『Vジャンプ』連載の2ページのカラー漫画。全8話。アニメ本編放送内の枠で2度アニメ化。2009年10月17日から10月31日まで全3話、2010年4月10日から続編を放映。
- 『家庭教師ヒットマンREBORN! 隠し弾』（2007年3月 - ）
  - 子安秀明著のスピンオフ小説。既刊5巻。「ジャンプスクエア」で連載されていた時期（2008年6月号 - 2009年3月号、全10話）がある。
- 『「サザンクロスバトル」「CCG（キャラクターカードゲーム）」で遊ぼう!』
  - 『赤マルジャンプ』（2009年1月発売）掲載の読み切り。漫画は高山憲弼。
- 『ボンゴレGP（グランプリ）来る!』
  - 『最強ジャンプ』（2010年12月号-2012年12月号）のスピンオフ漫画。ツナたちがカートレーサーという設定。漫画は高山としのり（高山憲弼）。全3巻。
    1. 2012年06月4日発売、ISBN 978-4-08-870460-9
    2. 2012年09月4日発売、ISBN 978-4-08-870528-6
    3. 2012年12月4日発売、ISBN 978-4-08-870588-0

## 登場人物
ここでは一部の主要人物のみ記載する。
リボーン
声 - ニーコ / 成田剣（大人）
演 - ニーコ
沢田綱吉を鍛える為にやってきた、家庭教師の赤ん坊。
沢田 綱吉（さわだ つなよし）
声 - 國分優香里
演 - 竹中凌平
ボンゴレファミリー次期ボスでもある、並盛中に通う気弱な男子中学生。
獄寺 隼人（ごくでら はやと）
声 - 市瀬秀和 / 吉田麻子（幼少期）
演 - 桑野晃輔（第1弾） / 原嶋元久（第2弾）
嵐のリングの守護者。ツナと同じクラスの男子中学生で、彼を「10代目」と呼び慕う。
山本 武（やまもと たけし）
声 - 井上優 / 演 - 山本涼介
雨のリングの守護者。ツナと同じクラスの男子中学生で親友。野球部に所属している。
ランボ
声 - 竹内順子（子供）/ 津田健次郎（大人）
演 - KIMERU
雷のリングの守護者。本来は5歳児だが、10年バズーカを使うと10年後の姿になることができる。
雲雀 恭弥（ひばり きょうや）
声 - 近藤隆
演 - 岸本勇太（第1弾～第3弾） / 北村健人（第5弾）
雲のリングの守護者。学ランを羽織った並盛中学校の風紀委員長。
笹川 了平（ささがわ りょうへい）
声 - 木内秀信 / 演 - 上杉輝
晴のリングの守護者。並盛中ボクシング部主将を務める人物。
六道 骸（ろくどう むくろ）
声 - 飯田利信 / 演 - 和田雅成
霧のリングの守護者。かつてマフィアの刑務所を脱獄した3人組のリーダー格。
クローム髑髏（クロームどくろ）
声 - 明坂聡美 / 演 - 朝倉ふゆな
六道骸に似た風貌の少女。彼とは表裏一体の存在であり、霧の守護者を務めている。

## 用語

### 死ぬ気の炎
| 属性 | 炎の色             | 性質 | 対となる大地の炎 | その性質 |
| ---- | ------------------ | ---- | ---------------- | -------- |
| 大空 | 橙（オレンジ）     | 調和 | 大地             | 重力     |
| 嵐   | 赤（レッド）       | 分解 | 沼               | 発酵     |
| 雨   | 青（ブルー）       | 鎮静 | 不明             | 不明     |
| 雲   | 紫（バイオレット） | 増殖 | 氷河             | 凍結     |
| 晴   | 黄（イエロー）     | 活性 | 森               | 具現     |
| 雷   | 緑（グリーン）     | 硬化 | 山               | 同調     |
| 霧   | 藍（インディゴ）   | 構築 | 砂漠             | 幻覚     |

読みは「しぬきのほのお」。死ぬ気弾、死ぬ気丸、小言弾などにより発生させることが出来る、ボンゴレに伝わる超圧縮エネルギー。オーラより密度の濃いエネルギー。死ぬ気の炎は指紋や声紋と同じで一人一人炎が異なり、本人からの証明を示す死ぬ気の炎は「死炎印」と呼ばれている。2代目とXANXUSは「憤怒の炎」と呼ばれる円形の炎を使用する（ボンゴレ二代目は憤怒の炎とは別に、通常の死ぬ気の炎を使用できた模様）。炎の強弱などもあり、7代目の炎は歴代でも弱い部類だった模様。死ぬ気弾には死ぬ気の炎を一時的に圧縮し吸収することができ、同じ素材で作られたXグローブは死ぬ気の炎を灯すことができる。炎の使い方次第では、炎の推進力によって宙に浮き自由に飛び回ることや、機械類の動力源にすることもできる。
未来編で初登場した匣（ボックス）を開けるのに使用するリングの炎と、ボンゴレに伝わる死ぬ気の炎は厳密には同一のものではなく、ボンゴレの血縁に継承される炎は大空の炎の一種である。匣に対して使用する死ぬ気の炎は「大空」、「嵐」、「雨」、「雲」、「晴」、「雷」、「霧」の7種類があり、ボンゴレリングの7つの天候になぞられたものと同じ名前であり、7つの属性の炎は大空の七属性と呼ばれている。各属性の炎は、それぞれ右に示す特有の炎の色や性質を持っており、炎の色は純度が高くなるほど色は鮮やかになり、高純度な炎ほど属性の持つ特徴をより強く引き出すと言われている。また、1人が複数の属性の素質を持つこともあるが、大抵の場合は波動の強い属性は1つのみで、残りは微弱であるとされる。
また、大空の七属性の対となる大地の七属性の炎が存在している。現在、これらの炎を使用が可能な者はシモンファミリーのみで、シモンファミリー以外がこれらの炎を使えないのかは不明である。現在「大地」、「森」、「山」、「沼」、「氷河」、「砂漠」の6種類の名前が判明している。
死ぬ気の炎の強弱は炎圧で表され、出力の単位はFV（フィアンマボルテージ）。
死ぬ気の零地点突破（しぬきのぜろちてんとっぱ）
沢田綱吉、9代目、ジョットが使用。
沢田綱吉を参照
憤怒の炎（ふんぬのほのお）
死ぬ気の炎の亜種で、光球に近い性質を持っている。歴代唯一武器を持たなかったと言われる二代目ボスが激昂した時に使ったらしく、破壊力だけなら「最強」と謳われた初代ボスの死ぬ気の炎より圧倒的に強力（鉄筋コンクリートの校舎を風化させるほど）。XANXUSは、I世はこの憤怒の炎に焼かれるのを恐れて、日本に逃げ渡ったと語っていた。またXANXUSの場合、7代目ボスと同じモデルの銃を使用することで、この炎を弾丸に込めて撃つことが出来る。匣の動力となった際には嵐の炎と扱われるらしく、10年後のXANXUSは、天空ライオンを開匣する際に憤怒の炎を混入させることによって、天空嵐ライガー（リグレ・テンペスタ・ディ・チエーリ）に変化させている。
夜の炎
「第8の属性の炎」と呼ばれており、復讐者が使用している炎。Dが骸の体を乗っ取った時も、この炎を得ている。ワープ移動を可能にする他、身体に奇妙な変質を起こすことも可能とするなど、その詳細には謎が多く、「人の肉体を持っていない者にこの炎の使用は認めない」など、複数の規則がある。バミューダがアルコバレーノとしての役目を終えて捨てられた時に抵抗し、限りない執念によって生み出した炎。

### 特殊弾
ファミリーに伝統的に伝わる、特殊な効果を持った弾丸。
また、アルコバレーノが使用することで、技の記憶を伝承させることが可能であるが、それ専用の特殊弾が存在するのかどうかについては作中で語られていない。また、その伝承には受継ぐ側が弾丸に耐えることが必須であり、死の危険が伴う行為である。作中においては、コロネロが了平に「極限太陽（マキシマムキャノン）」を習得させる際に使用された。
死ぬ気弾（しぬきだん）
リボーンが使う特殊弾。詳細はボンゴレファミリー#死ぬ気弾を参照。
小言弾（こごとだん）
繭になっていたレオンから吐き出された、リボーンの新たな特殊弾。撃たれた直後、リアルタイムでの被弾者への小言が聞こえる（初登場時以外は、この描写は描かれていない）。これによって被弾者の秘めたる意思に気づかせることにより、内面から全身のリミッターを外すことができる。同時に内面から感覚のリミッターも解除し、死ぬ気弾とは逆の「静かなる闘志」を引き出す。ツナの場合は「ボンゴレの血（ブラッド・オブ・ボンゴレ）」とその血統特有の“見透かす力”・超直感を目覚めさせるとともに、死ぬ気弾とは全く異なる冷静沈着な言動が見られるようになる。死ぬ気弾と同様脳天に死ぬ気の炎が表れ、これを両手のXグローブに移すことで最大戦力を発揮する。死ぬ気弾と違い、服は破れない。死ぬ気弾以上に身体を酷使するため、身体を鍛えてない者がこの特殊弾を被弾した状態で戦闘を行うと、全身筋肉痛になる。
憑依弾（ひょういだん）
エストラーネオファミリー開発の特殊弾。相性・使用法・製造方法などの問題から、現在の時点で六道骸しか扱わない（扱えない）マフィア界の禁弾。効果として他人の体に憑依することができるが、憑依するには、骸の三叉槍で憑依する相手に傷を付けなくてはならない（骸は、この行為を「契約する」と称している）。同時に幾人にも憑依することができ、憑依中は憑依している体に傷があっても痛みを感じないが、憑依している体がボロボロの状態になっていると思うように動かすことができない。
嘆き弾（なげきだん）
トマゾファミリー秘蔵の特殊弾で、マングスタが使用する。撃たれた者は、一度死んだ後自分自身を嘆きながら蘇り、そのあまりの悲しみっぷりから周囲の同情を買うことができる。ロンシャンおよびトマゾファミリーと同様に、アニメ版では登場していない。

### 武器
ダイナマイト
獄寺隼人を参照
仕込みトンファー
雲雀恭弥が持つ、多くのギミックを内蔵した鉄製トンファー。攻防両面で効果を発揮するほか、トンファー本体には様々な仕込みがあり、側部から突出する無数の棘、先端から伸び、攻撃範囲を広げる玉鎖、持ち手部分から突出する相手の武器を折る鉤、トンファー側面を展開し、旋風を起こす機能などで様々な戦況に対応可能。普段は短く折り畳まれ、戦闘になると一瞬で伸びるようになっている。
跳ね馬のムチ
リボーンがディーノを担当していた当時、レオンがエンツィオとともに生み出した、ディーノ専用の武器。相手を打ち据えるだけではなく、ディーノの弱い心を締め付けるためのムチである。
山本のバット、時雨金時（しぐれきんとき）ほか
山本武を参照
ヘッジホッグ
柿本千種が持つ、毒針と刃が仕込まれたヨーヨー。糸の切れ味も鋭利であり、ヨーヨー自体にもエッジがついており殺傷能力が高い。針の毒は恐ろしい威力を持ち、早急な処置を施さなければ死に至る。中距離から複数の標的を一網打尽にすることも可能で、千種はこれを使い獄寺のダイナマイトの導火線を瞬時に切り裂いて見せた。
三叉槍（さんさそう）
六道骸の持つ先が三又に分かれた槍。この武器で相手に傷をつけることで「契約」が成立することから、憑依弾と深い関わりを持つと考えられる。また、ロッド部と槍部の着脱が可能。この槍を触媒として数々の術を発動させることが出来る。クローム髑髏もほぼ同形状の槍を所有しているが、同一のものかどうか明言されていない。また、アニメ版グロ・キシニア戦では、折りたたまれた状態で彼女が所持しており、使うときには一瞬で展開されていた。
クラリネット
M・Mが持つ特殊なクラリネット。見た目は普通のクラリネットだが、特殊な音波を飛ばし、物質の分子を振動させることが出来る。また接近戦においては、クラリネットをヌンチャク（アニメでは三節棍）のような形状にして攻撃出来る。
蛇鋼球（じゃこうきゅう）
ランチアが持つ巨大な鎖付き鉄球。表面に蛇の形をした溝が彫られていて、気流を絡み合わせて烈風を生み出すことが出来る。
電気傘（パラボラ）
レヴィ・ア・タンが背中に装備している8本の傘。貯めた電気を一度に放出することが出来る。投げて攻撃することも出来、柄を外しサーベルとしても使用できる（その際、残りの部分は鞘がわりとなる）。
ナイフ
ベルフェゴール専用のオリジナルナイフ。ワイヤーに吊るして、それを伝って敵に直接ナイフを当てるなどの芸当も可能。
メタルエッジ
バジルが持つ、刀兼用のブーメラン型兵器。死ぬ気の炎を灯すことが出来る。

### 必殺技
沢田綱吉、獄寺隼人、山本武、ランボは個々のページを参照。本作品での必殺技は対戦型格闘ゲームで言われる必殺技に近く、単なる特殊な技や超必殺技など様々。
リボーン
絶対魔拳（ぜったいまけん）
アニメオリジナル（標的71）。何者にも捕らわれない精神力を持ち、自分がこの世で一番怖いものを想像することで、その生物を召還する。しかしこれはただの幻影で、相手が恐れなければ何の役にも立たない。リボーンによると「絶対魔拳は絶対負けん」。なおこの技を発動させたことによって、リボーン、ツナのこの世で一番怖いと思うものが判明した（リボーンは「マンモスらしき生物」、ツナは「リボーン」が怖い）。ちなみにこのような精神力があれば、リボーンやツナに限らず誰にでも使える技と思われる描写があった。

笹川了平
極限ストレート（きょくげんストレート）
了平が放つストレートパンチ。死ぬ気ツナにはたやすく避けられている。
極限ラッシュ（きょくげんラッシュ）
了平が使うパンチのラッシュ。獄寺や山本からは既に「殺人的」とまで言われている。
極限太陽（マキシマムキャノン）
了平が体を休め続ける修行と、コロネロから撃たれた特殊弾による技の伝承により習得したパンチ技。細胞1つ1つのエネルギーを100%、右手の拳に集中させることで圧倒的な破壊力を生み出す。細胞そのものが何億人に一人というバネとしなやかさを持つと言われる了平だからこそ、威力を発揮する技である。
極限イングラム（マキシマムイングラム）
素早い動きで敵の懐に入り込み3連続パンチを繰り出す、極限太陽をさらに発展させた技。イングラムという技の名の如く爆裂的な破壊力を秘めているが、強力な拳はもちろんのこと、軽快なフットワークが必要とされるため繰り出すのは難しい技である。
当初は10年後の了平が使用していたが、ボンゴレ匣の修業を経て現代の了平も身に付けた。

極限コンビネーション（マキシマムコンビネーション）
極限ブレイク時に使用したコンビネーションパンチを放つ技。
サンシャインカウンター
晴のバングルVer.Xの形態変化時に使用する技。カウンターパンチを放つとともに、チャージした晴の炎を一気に放出する。
青葉紅葉との戦闘では、3割のチャージで放った。
サンシャインストレート
晴のバングルVer.Xの形態変化時に使用する技。ストレートパンチを放つとともに、チャージした晴の炎を一気に放出する。
青葉紅葉との戦闘では2割のチャージで放ち、紅葉の眼鏡を吹き飛ばしている。
サンシャインアッパー
晴のバングルVer.Xの形態変化時に使用する技。アッパーパンチを放つとともに、チャージした晴の炎を一気に放出する。
青葉紅葉との戦闘では、6割のチャージで放った。
極限サンシャインカウンター（マキシマムサンシャインカウンター）
晴のバングルVer.Xの形態変化時に使用する技。炎エネルギーを最大までチャージし、カウンターパンチを放つとともに、それを一気に放出する大技。

六道骸・クローム髑髏
六道輪廻（ろくどうりんね）
六道で習得した能力（スキル）を使用する。右目の数字が変わると能力も変わる。なお、骸に憑依された人物も使用可能。
一、地獄道 相手に幻を見せ、永遠の悪夢により精神を破壊する。
二、餓鬼道 憑依された人間の技を使う。
三、畜生道 相手を死に至らしめる生物の召喚。
四、修羅道 右眼から闘気（オーラ）を出し格闘能力を上げる。
五、人間道 体から黒い闘気を出し、修羅道以上に格闘能力を上げる。骸曰く「最も危険で醜い能力」。
六、天界道 相手をマインドコントロールし、意のままに操る。
幻術（げんじゅつ）
相手の脳に作用して幻覚を見せ、現実には起きていないことを起きていると思い込ませる術。骸の「地獄道」もこれに該当する。骸やクローム以外にも、霧や砂漠の炎の持ち主は術師であることが多い。術士の幻術の強さに応じて、幻覚のリアリティも増していき、慣れていない者が大量に幻術を魅せられると船酔いなどに類した幻覚汚染と呼ばれる症状が現れる。
術士同士の戦いにおいて、幻術で幻術を破ることは相手の全てを掌握するに等しいとされる。また、マーモンのセリフによると、幻術使いは肉体的苦痛に弱いのがセオリーらしい。
有幻覚（ゆうげんかく）
幻覚を霧のボンゴレリングで強化し、実体を持つ幻覚を生み出す。幻覚と有幻覚の切り替えは自在に行うことができ、通常の幻術を上回る幻惑能力を秘める。

霧のカーテン（コルティーナ・ネッビア）
霧の炎のカーテンで周囲を囲い、動きを封じる技。

ビアンキ
ポイズンクッキング
ビアンキ自身の性質を利用し、作った毒料理を相手に食べさせる独自の暗殺術。フゥ太の「とっても苦しい毒殺ランキング」では3位。変種に殺傷力2倍の「ポイズンクッキングII」がある（IIIも存在する）。他にも様々なバリエーションが存在するが、いずれも殺傷能力は絶大。
時間差で効力を発揮する時限式の「3時間殺し（アニメでは「3時間クラッシュ」に変更）」、さまざまな物体を腐らせる（溶かす）「溶解さくらもち」、腹から奇妙な音が出る「プピーカツレツ」、床さえも貫く「串刺しパスタ」、大皿に大量のポイズンクッキングを並べる「大型料理食べ放題」、リボーンとの（嘘の）結婚式で習得した、触れた物全てをポイズンクッキングに変えてしまう究極料理「千紫毒万紅（センシドクバンコウ）」、アニメでは如何なるものを切断する「ポイズンカッター（ピザ生地）」コンクリートをも溶かす「くらげ姿焼き」などがある。また、レパートリーが増えた理由の一つとして、獄寺が幼少のころに何度も家からの脱走を試みたことと、彼が番外編にて語っている。

Dr.シャマル
トライデントモスキート
不治の病原菌を持つ蚊を使って、相手を様々な病気に陥れる技。出てくる病気には、桜を見ると立っていることが出来なくなる「桜クラ病」のように軽い（?）もののほか、中には体を動かすだけで全身の筋肉が裂ける「振動症候群（しんどうシンドローム）」など恐ろしいものも存在する。それぞれの病気は、対になっているもの同士で相殺することができる（例えば高熱を引き起こす病気と、体温が下がる病気同士といった具合）。相殺すると、体内に完全に抗体が出来るまでの間、高熱や激痛の副作用を伴う場合がある。シャマルは、獄寺が受けた毒を相殺した蚊を「アンジェラ」と呼んでいる。

モレッティ
さようなら（アッディーオ）
自分の意思で心臓を止めて仮死状態になる技。彼の異名である「殺され屋」の由来となった。

イーピン
餃子拳（ぎょうざけん）
自身が食べている餃子饅の臭い息を拳法で圧縮して、相手の鼻に送り込み直接脳を麻痺させることで、相手の筋肉を操ることが出来る。気体を圧縮しているため相手には見えないので、さながら超能力を使っているように見える。フゥ太の「マフィアの中距離技ランキング」では、520技中116位。
筒子時限超爆（ピンズじげんちょうばく）
イーピンの恥ずかしさが頂点に達すると額に麻雀の九筒が現れ、この筒子が九筒からカウントダウンされ一筒（イーピン）になった時、全身の汗腺からギョウザガスを一気に噴出させ爆発（自爆）してしまう。その威力は小さなクレーターを生じさせるほど。大人イーピンは殺し屋を止める際に、師匠によってキーワード（ブロッコリーの化け物）と共に封印してもらった。フゥ太の「マフィアの大技ランキング」では816技中38位。
高三元（ハイサンゲン）
大人イーピンの暗殺技の一つ。「白（ハク）」の掛け声と共に、相手の首に足を掛ける。次に「撥（ハツ）」の掛け声で相手の片腕に足を、「中（チュン）」の掛け声で相手の腕に背中を預け、最後に技名と共に相手の両腕と首を一気に圧し折る技。

ディーノ
光速天翔（サルト・ヴォランテ・ヴェローチェ・コメ・ルーチェ）
10年後のディーノが習得している奥義。大空の死ぬ気の炎を纏ったムチを、超高速で振るう。

城島犬
（〜）チャンネル
動物の歯をはめ込むことで、その動物の能力が使えるようになる技。「モンキーチャンネル」、「コングチャンネル」、「ウルフチャンネル」、「チーターチャンネル」、「ライオンチャンネル」、「オポッサムチャンネル」、「カンガルーチャンネル」、「サイチャンネル」、「イノシシチャンネル」などが存在する。ちなみに「サイチャンネル」はリボーンから「カバチャンネル」と言われている。

M・M
バーニングビブラート
クラリネットを吹くことで特殊な音波を照射させ、分子を1分間に5億回振動させて物質を沸騰させる技。

ランチア
千蛇烈覇（せんじゃれっぱ）
巨大な鎖付き鉄球「蛇鋼球（じゃこうきゅう）」を振り回して勢いをつけた状態で、さらに掌底で押し出して飛ばす技。飛ぶ際に蛇鋼球の至るところに彫られた蛇の形をした溝が、気流を絡みあわせて烈風を生み出しているため、威力を何倍にも増幅させ、また相手の体勢を崩す。他にも両拳で押し出す「剛蛇烈覇」、空中から放つ「飛蛇烈覇」、「空蛇烈覇」のバリエーションがある。
暴蛇烈覇（ぼうじゃれっぱ）
片手で放つ「千蛇烈覇」に対して、両手で掌底を放ち蛇鋼球を飛ばす技。蛇鋼球の溝によって生み出された気流が竜巻を作り、相手の動きを封じた上で蛇鋼球を命中させる。蛇鋼球自体も回転させた、「千蛇烈覇」の強化版である。

XANXUS
怒りの暴発（スコッピオ・ディーラ）
2丁拳銃から憤怒の炎を連射することで、超極太のレーザーのようなものを直線状に発射する。
炎の鉄槌（マルテーロ・ディ・フィアンマ）
2丁拳銃から憤怒の炎を、房のような状態で直線状に放ち攻撃する。形としては「怒りの暴発」と極めて酷似しているが、連射速度が「怒りの暴発」よりも速い。
炎の蕾（ボッチョーロ・ディ・フィアンマ）
2丁拳銃から憤怒の炎を発射して攻撃する。その際に対象の周囲を高速で旋回しながら連続で発射するため、まるで炎の華が咲いているかのように見える。
決別の一撃（コルポ・ダッディオ）
2丁拳銃から憤怒の炎をありったけ込めた巨大な塊を発射し、着弾時にその名のように相手を死に至らしめるほどの大爆発を引き起こす技。

レヴィ・ア・タン
レヴィ・ボルタ
相手の周囲に8つの電気傘（パラボラ）を展開させ、電気傘に蓄積された電撃を対象目掛けて次々と発射する。技の性質上悪天候下でしか使用できないと思われがちであったが、リング争奪戦大空戦で獄寺相手にあらゆる天候下で使用できることを証明した。レヴィはこの技の強力さゆえに、幹部にのし上がったとのこと。
SUPER LEVI VOLTA（スーペル・レヴィ・ボルタ）
背中の電気傘と雷エイの付属パーツを展開し、蓄積された雷の炎を周囲に放つレヴィ・ボルタの強化技。10年後のレヴィが習得している。

スペルビ・スクアーロ
鮫衝撃（アタッコ・ディ・スクアーロ）
渾身の斬撃を相手に受けさせることで、剣から発する振動波を剣を通して相手に伝え、相手の神経を麻痺させる技。その衝撃波は素手をバットで殴られるより強力。
鮫の牙（ザンナ・ディ・スクアーロ）
剣による超高速で繰り出される突き攻撃。その斬撃は空間を噛り付くかの如く。
鮫特攻（スコントロ・ディ・スクアーロ）
剣を高速で振るいながら移動することで、周囲のものを切り刻みながら特攻する技。スクアーロはこの技で剣帝テュールを倒した。

マーモン（バイパー）
粘写（ねんしゃ）
特殊な紙（マモンペーパー）を使い鼻をかむことで、紙に知りたい情報を写し出せる。鼻水は普通の鼻水。

デンドロ・キラム
3本槍（トリプロ・コルノ・ランチャ）
電槍を構えた状態で電猪に乗り、雷の炎を放出しながら突進する技。

幻騎士
奥義・四剣（おうぎ・しけん）
四本の剣を四肢で自在に操り、相手に攻撃する技。霧属性の炎によって自らの幻覚を作り出すことで相手の集中を欠かせ、その隙に連続切りを繰り出す。
幻剣舞（ダンツァ・スペットロ・スパダ）
大戦装備時に使用。幻剣と幻ウミウシにより、霧の炎でできた斬撃とミサイルを固めて相手に飛ばす技。
上位技に、斬撃とミサイルをより強大な塊として放つ「究極幻剣舞（エクストラ・ダンツァ・スペットロ・スパダ）」が存在する。

ザクロ
烈火マグマ（マグマ・インフィアンマート）
修羅開匣した状態から、強力な嵐の炎を放つ技。

ブルーベル
ボンバ・アンモニーテ
修羅開匣した状態で使用。巨大なアンモナイトの殻を作り出し、標的にぶつける技。
クラゲ・バリア（バリエーラ・メドゥーサ）
巨大な雨の炎による防御壁を展開し、相手の攻撃を防ぐ技。この盾を壊そうと接近した相手を自身が纏っている純度100%の雨の炎のプールに誘い込み、身体の動きを奪う使い方が本領である。

白蘭
白指（しろゆび）
死ぬ気の炎を指先に集中し、パワーに転換して打つ技。
白拍手（しろはくしゅ）
合掌による掌圧に炎を乗せて衝撃波を生み出し、相手の炎をかき消す技。

鈴木アーデルハイト
ダイヤモンドキャッスル
死ぬ気の炎はおろか、どんな物理攻撃をも弾く無敵の氷の城を形成する無敵の防御壁（ムーロ・ディフェーザ・インヴィンチービレ）。外側からの攻撃に対してはほぼ無敵だが、内側からの攻撃には弱い。
ブリザードロイド
氷河の炎で、アーデルハイトと同等の戦闘力を持った氷の人形を無数に作り出す無敵の攻撃隊（グルッポ・アタッコ・インヴィンチービレ）。

古里炎真
大地の重力（グラヴィタ・デッラ・テラ）
球状の大地の炎を放ち、重力によって対象を引きつける技。
超重力BH（スーペル・グラヴィタ・ブラックホール）
大地の炎で形成されたブラックホールを放ち、あらゆる物を吸いこむ技。

D・スペード
D破斬（デイはざん）
雨のVGを装備した新生Dの技。山本の「霧雨/斬雨」に似た斬撃を放つ。

### 道具
10年バズーカ
ランボを参照
死ぬ気丸（しぬきがん）
家光がバジルのために作った、錠剤型の死ぬ気弾。ツナが所持しているものは、リング争奪戦終了後にバジルがくれたもの。服用することで死ぬ気モードになることができるが、体への負担は死ぬ気弾より大きい。なお、死ぬ気丸を2錠服用すると、超（ハイパー）死ぬ気モードになれる。服用するたびに一度死ぬかどうかは、作中には描かれていない。

### 対戦形式

#### VSシモン戦
対戦者は自らの誇りを宣言し、誇りによって対戦方法が決定する。敗北した守護者は誇りを砕かれたと判断され、復讐者の牢獄に入れられてしまう。引き分けの場合は、両者とも誇りを砕かれたと判断され、両者とも敗者として復讐者の牢獄に入れられる。対戦が終了する毎に、ボンゴレI世とシモン＝コザァートから託された7つの鍵の1つを、ボンゴレ・シモン両陣営に見せる。
第1回戦 笹川了平vs青葉紅葉
対戦方法：ボクシング
誇り - 了平「ボクサーとしての誇り」紅葉「自らの拳で止めを刺す」
ルール - 命を保障する国際ルールではなく、命がけのワンダウン制。一度でも膝をついたら敗北。目つぶしや膝打ちなどの反則も適用され、有刺植物のリングで戦う。もちろん、炎の使用は有り。
対戦後の鍵 - パオロのために落としたシモン＝コザァートの財布
第2回戦 ランボvs大山らうじ
対戦方法：お相撲ごっこ
誇り - ランボ「子供でも遊び10年後でも遊び」らうじ「ボスに仕えるために鍛えられた押し負けたことがない強靱な肉体」
ルール - 岩の台から落ちた時点で敗北。なお、炎の能力による地形操作は、反則とは見なされない。
対戦後の鍵 - フランコの店にあったバラの花。
第3回戦 獄寺隼人vsSHITT-P!
対戦方法：風船割り
誇り - 獄寺「ボスの守護者として仕える」SHITT・P!「自分のために生きる」
ルール - 相手の炎の風船（フィアンマ・バルーン）を、二つとも割ったら勝利。炎の風船は死ぬ気の炎を灯すと膨らみ、強度はゴム風船並みながらも、どれだけ激しい動きをしても1m以内についてくる代物。制限時間は5分間で、タイムアップになると2人共敗者と見なされ、復讐者の牢獄に投獄される。
対戦後の鍵 - ボンゴレI世がコザァートに送った手紙。
第4回戦 雲雀恭弥vs鈴木アーデルハイト
対戦方法：腕章没収戦
誇り - 雲雀「並盛中の風紀とそれを乱す者への鉄槌」アーデルハイト「シモンファミリーと粛正の志」
ルール - 相手の腕章を先に奪った者が勝者。勝つためには炎の使用など、手段を選ばない。
対戦後の鍵 - ボンゴレI世のインク。
第5回戦 山本武vs水野薫
対戦方法：守護者同士の対戦前に薫が敗北し、自動的に山本が不戦勝したため、対戦は無し。
誇り - 山本「友人のためなら平気で刃を振るう情」薫「仲間のためなら怒りを隠して立ち向かう大義」
対戦後の鍵 - Gがコザァートを救うために破いたD・スペードの書類。
水野薫の属性は明かされていない
第6回戦 沢田綱吉vs古里炎真
対戦方法：不明
誇り - ツナ「仲間や友達を一人残らず助け出す」炎真「ボンゴレを壊滅しシモンを復興させる」となっている。
ルール - ツナは炎真を救済、炎真はツナを抹殺すれば勝利。成し遂げられなかった方は敗北となる。なお、この対決は、対戦後すぐに投獄される守護者戦とは違い、ボス戦であるため、最後の守護者戦の後に投獄される。
対戦後の鍵 - 復讐者の中にいたアルコバレーノが所有する透明のおしゃぶり。
第7回戦 六道骸vs加藤ジュリー（D・スペード）
対戦方法：幻覚対決
誇り - 両者とも不明。
ルール - 幻覚を駆使して相、手を屈服した方が勝利。
備考 - 決着したが、直後の非常事態により投獄は延期となった（その後、ボンゴレ・シモン両ファミリーの手柄によって、投獄そのものがなくなった）。
対戦後の鍵 - ボンゴレリングとシモンリングが融合した誓いのリング。
最終戦 沢田綱吉&古里炎真vs新生D・スペード
対戦方法 - 存在の抹殺
ルール - 特になし。
対戦後の鍵 - ボンゴレとシモンの友情の証。

#### 虹の代理戦争
リボーンたちをアルコバレーノに変えたチェッカーフェイスが、虹の呪いを解き、アルコバレーノを一人減らすために開催した。アルコバレーノ同士が戦うことによっておしゃぶりが壊れてしまう事態を防ぐため、各々のアルコバレーノが自分の代理を7人立て、そのメンバーをチームとして戦う。メンバーは、ボス1人にバトラー6人で1チーム。メンバーは各自時計「バトラーウォッチ」を装着し（アルコバレーノは、「アルコバレーノウォッチ」をする）、戦闘でバトラーウォッチを破壊された場合、その人物は代理としての資格を失い、失格となる。チームリーダーの時計を「ボスウォッチ」と呼び、他のメンバーが何人残っていても、ボスウォッチが破壊されたチームは、その時点で敗退が決定する。戦闘は一日一回、開始及び制限時間は毎回ランダム。
アルコバレーノは、基本戦闘出来ないが、アルコバレーノウォッチに向けて「プレゼント プリーズ」と言うと、おしゃぶりが外れて呪解され、元の姿に戻り、戦闘に参加できるようになる。制限時間は、代理戦争全体を通して合計「3分間」と決められており、過ぎると強制的に元に戻る。途中で戻りたい場合は時計に「プレゼント ストップ」と言う。
呪いを解かれる者は一番アルコバレーノとして貢献したものとし、その人物はアルコバレーノとなった逆境の中、一番鍛錬を積み強くなった者、つまり一番強いアルコバレーノという考えの元、この代理戦争の理由となる。
開催の真の目的は次期アルコバレーノを選出するためで、優勝チームを主として次期アルコバレーノにされる。
リボーンチーム
代理はツナ・獄寺・山本・了平・ディーノ。空2人。
初日で了平が脱落する。
3日目に、新たにクロームが加わる。
コロネロチーム
代理は沢田家光率いるCEDEF（バジル・ラル・オレガノ・ターメリック）。空2人。
初日でオレガノ・ターメリックが脱落。
2日目終了後に復讐者の闇討ちを受け、家光が負傷し時計を壊され敗退。
マーモンチーム
代理はXANXAS率いるヴァリアー（スクアーロ・ベル・ルッスーリア・レヴィ）。空2人。
2日目にレヴィ・ルッスーリア・ベルが脱落。スクアーロも風に時計を壊された。4日目に、XANXASのボスウォッチがイェーガーに破壊されて、敗退する。
ヴェルデチーム
代理は六道骸ら黒曜中（犬・千種・M・M・フラン）。空2人。
初日にM・Mが脱落。
2日目犬・千種が時計を壊されるも、残っていた時計を付け、二人共復帰する。
スカルチーム
代理はエンマらシモンファミリー（初日はアーデルハイトの許可が降りないためエンマ1人だったが、スカルが身を挺してエンマを守ったこととエンマの安全のために許可が降り、ファミリー全員が代理となる）。
2日目、どのチームとも戦わずにいたところを復讐者に襲われ、時計を全て略奪されて敗退する。
風（フォン）チーム
代理は雲雀恭弥1人。
2日目終了後、自由に戦えないことに不満を持った雲雀が自ら時計を壊してしまい、敗退する。
ユニチーム
代理はミルフィオーレファミリー。ボスはγか白蘭。メンバーは野猿・太猿・現代の真6弔花（GHOSTを除く）。うち5人が、バトラーとして参加。空無し。
初日に太猿・デイジー・トリカブトが脱落。
2日目にコロネロの狙撃を受けて、白蘭のボスウォッチが破壊され、敗退する（桔梗・ザクロも脱落）。
4日目において、リボーン・マーモン・ヴェルデチームが、バミューダチームと戦いに備え、脱落したチームも含め、余った時計を選りすぐりのメンバーで装着し、共闘する。
バミューダチーム
2日目にスカルチームを襲撃、時計を全て略奪し、強制的に第8のチームとして参戦してきた。代理は全員復讐者（イェーガー・ジャックら7名）。
3日目リボーン・ヴェルデチームとマーモンチームに3名ずつ戦いを仕掛け、ジャックを含む3人が脱落する。

### 10年後の世界
「未来編」において、10年バズーカによって、ツナ・リボーン・獄寺・山本・京子・ハル・ランボ・イーピン・クローム・雲雀・了平・バジルの計12人が飛ばされた未来の世界。正確には9年10か月と少し後。無数に存在する未来のうちの1つで、それ以前に現代に訪れていた10年後のランボとイーピン、20年後のランボがいた世界とは異なる未来。入江によると、無数に存在する未来の中で唯一白蘭に世界征服されていない未来。
現代からこの10年後世界までの間にツナはボンゴレX世に就き、並盛町の地下に巨大なアジトを建設している。ボンゴレファミリーはミルフィオーレファミリーと間で、ボンゴレリングを巡って抗争に突入している。
10年後の設定はそれまでの物語と大きく異なる部分も多いため、以下ではそれ以降登場した設定や用語などを解説する。

#### リング（指輪）
かつてのマフィア黎明期に暗黒時代を生き抜くため、先人たちが闇の力と契約した象徴とされてきたもの。「精製度」というものがあり、リングの精製度ランクが低い場合、リングや匣を使用した時に使用者の力が大きいと、波動に耐え切れずにリングが砕けることもある。ボンゴレファミリーが代々受け継いできたボンゴレリング以外にも、ボンゴレリングと同等の力を持つ「マーレリング」や、いわくつきの強力な霧属性の炎を扱える「ヘルリング」などのリングが存在する。
リングは使用者の波動（生命エネルギー）が通過すると、それを高密度エネルギーに変換して死ぬ気の炎を生成し、匣を開けることができる。指につけている時だけでなく首にかけている状態などでも、波動は伝わるようである。リングの種類はボンゴレリングと同じ7種（大空・嵐・雨・雲・晴・雷・霧）で、炎の威力は使用者の波動を計る尺度である炎の純度に依存する。リングの属性と使用者固有の波動の属性が一致しなければリングに炎を灯すことはできず、また確固とした覚悟が必要であるとされている。死ぬ気の波動と覚悟の強さによって、純度が決定する（一度炎を出していても、覚悟の強さが変われば純度が変わったり、最悪炎が出せなくなることもある）。
リングの炎が発見されたのはツナが10年後に飛ばされたころであり、10年前の世界でリングの炎について知る者はマフィアの中でもわずかであった。ディーノはリングの炎を知っていた一人で、大空戦でのボンゴレリングの炎から辿り着き、雲雀に戦いの鍵として教えていた。
リングは匣を開く目的で用いられることがほとんどだが、炎の強さによってはリング単体でもそれなりの力を発揮することが可能であり、γが雷のリングによるバリアで攻撃を防いだ例がそれにあたる。
リングの炎は、所持している武器に宿らせることが可能である。宿らせられる武器は限られており、またリングと武器との相性も存在する。

##### 73（トゥリニセッテ）
| 属性 | ボンゴレリング          | マーレリング                      | おしゃぶり                | 炎の色          |
| ---- | ----------------------- | --------------------------------- | ------------------------- | --------------- |
| 大空 | 沢田綱吉                | 白蘭                              | ルーチェ                  | 橙/オレンジ     |
| 嵐   | 獄寺隼人                | 偽：ラジエル（ジル） 真：ザクロ   | 風（フォン）              | 赤/レッド       |
| 雨   | 山本武                  | 偽：グロ・キシニア 真：ブルーベル | コロネロ （ラル・ミルチ） | 青/ブルー       |
| 雲   | 雲雀恭弥                | 偽：不明 真：桔梗                 | スカル                    | 紫/バイオレット |
| 晴   | 笹川了平                | 偽：入江正一 真：デイジー         | リボーン                  | 黄/イエロー     |
| 雷   | ランボ                  | 偽：γ（ガンマ） 真：GHOST         | ヴェルデ                  | 緑/グリーン     |
| 霧   | クローム髑髏 （六道骸） | 偽：幻騎士 真：トリカブト         | バイパー（マーモン）      | 藍/インディゴ   |

「ボンゴレリング」・「マーレリング」・「アルコバレーノのおしゃぶり」の各7つ計21個のリングの総称。精製度ランクは全てA以上。究極権力の鍵とされており、入江によると73の原石こそが、この世界を創造した礎だと言われている。これらを集めることが白蘭の野望で、73ポリシーを計画した。73のうち、全てのマーレリングと5個のおしゃぶりはミルフィオーレファミリーが所有している。10年後の世界ではボンゴレリングは破棄されているため存在しないが、10年前のツナたちが持ち込んだボンゴレリングの回収を目論んでいる。
おしゃぶり
呪われた赤ん坊アルコバレーノが所有。リングと同じく属性を持っており、7つ存在する。ボンゴレリング同様、73のうちの一つとして位置づけられているため、ミルフィオーレファミリーに狙われている。同じアルコバレーノが近づくと、おしゃぶりが光りそれを報せる。謎が多く、ラル・ミルチはおしゃぶりの力を解き放つことで、全身に死ぬ気の炎を纏うという荒業を見せた。その際には、身体能力が飛躍的に高まるようである。
ユニによれば、虹のように儚く消え、時空軸も線ではなく点として存在している。
ボンゴレリング

マーレリング
元々は、ボンゴレファミリーと同等の歴史を持つマフィア「ジッリョネロファミリー（今のブラックスペル）」に代々伝わっていたリング。ボンゴレリングと同等の力を持ち、ボンゴレリングと同様に「大空」「嵐」「雨」「雲」「晴」「雷」「霧」の7つのリングが存在する。大空のリングは中央の涙型の石に広げた両翼のデザインで、その他のリングは楕円形の石に畳んだ両翼のデザイン。また、マーレ（mare）とはイタリア語で海を意味する。ボンゴレリング同様、73のうちの一つとして位置づけられている。
合併後はミルフィオーレファミリーが所有し、白蘭と幹部6人（6弔花）がそれぞれ所持しているとされたが、6弔花の持つマーレリングは全て精巧に作られた偽物（精製度はA）で、白蘭の遠隔操作によって破壊された。本物は、白蘭が独自に組織した真6弔花が所持している。
ユニによれば、海のように広がる横の時空軸を象徴としている。

##### ヘルリング
死ぬ気の炎が発見される以前より存在した、6種類の「霧属性」最高ランクの呪いのリング。白蘭・入江曰くレア度は5ツ星。それぞれが別の呪いを宿しているとされ、使用者との契約により強大な力を享受するとされる。
しかし、その力を得るための必要な契約とは地獄との契約であり、その力を受けたものは代償としてリング自身に己の精神を食わせることとなる。使用者の中には理性を失い、人格が変わってしまう者もいると言われている。温厚だった人物が凶悪な独裁者になった裏には、このリングが関係していたとされるなど、曰く付きのリングである。以下は判明したリングと所有者(ひとつだけ原作では描かれなかった)。
- 瞳（マロッキョ）のヘルリングおよび名称不明のヘルリング - 六道骸
- 幻騎士が骨残像（オッサ・インプレッショーネ）のヘルリング - 幻騎士
- 666（セーイ・セーイ・セーイ）のヘルリング - フラン
- 気配（セーニョ）のヘルリング- 川平のおじさん

##### ステルスリング
霧系の特殊なリング。気配を消すことが出来、カメラなどの機器でも感知することが出来ないほどの幻術を作り出す能力を有している。原作では説明されていないが、アニメのオリジナルシーンで説明があった。ラル・ミルチが所有しているもの以外、登場しない。

##### カモフラージュリング
霧系の特殊なリング。物体の存在をセンサーなどで把握されぬよう撹乱する目的で、主に使用される。

##### シモンリング
シモンファミリーが所有するリングで、他のリングとは違い、大地の7属性の炎を発する。罪を加えた状態でリングの能力が発動すると各属性の異なる装甲が出現する。作中に登場するリングの中で、唯一10年後の世界では登場しなかった。
- 古里炎真 - 両手に籠手が現れ、輪っかにつながれたナイフを武器にする。新生D戦ではカブトムシのような姿となって自立行動をとり、大空のボンゴレリングと合体することで誓いの炎を発した。
- 鈴木アーデルハイト - 両手に手甲が現れ、逆手で持つ刀を武器にする。戦闘時には、ヘッドホン型のリモコンのような物が現れる。
- 水野薫 - 左腕に肩に装備された盾がついた敵を貫く槍が現れ武器にする。
- SHITT・P! - 背中に蜘蛛の足のような銃が出現する。先端から沼の炎を放出して攻撃する。
- 大山らうじ - マントのような鎧が現れる。戦闘時には、クワガタムシのような顎がついたマスク状の装甲が現れる。
- 青葉紅葉 - 両手の手首部分にナイフがついた籠手、両足に装甲が現れ、時間が経つと上半身部分が鎧に包まれる。
- 加藤ジュリー - 両手にクローがついた籠手が現れる。

#### 匣（ボックス）
リングによって生成された死ぬ気の炎によって、開匣することのできる箱。サイズは手のひら大で、サイコロ状である。中身は匣の属性によって様々で、戦闘を有利にするオプションのような物が入っている。注入した炎の分だけ動き、切れると停止する。なお、使用者の意思で炎が残っているいないにもかかわらず、匣の中に戻る。死ぬ気の炎・リング・匣の属性が一致しないと開匣することはできないが、大空の炎を持つ者のみ全ての属性の匣を開匣することができる（ただし、本来の属性を持つ者が使用したのに比べると、性能を全て引き出すことはできないため、威力は劣る）。また、匣の性能は死ぬ気の炎の純度に応じて引き出され、炎の出力が大きくとも純度が低ければ匣の力を引き出すことはできない。死ぬ気の炎・リング・匣の属性が一致していても、リングの炎が弱いと開匣できない匣もある。特殊な匣として、「バッテリー匣」という予備の炎を蓄えることができるものがある。
4世紀前の生物学者ジェペット・ロレンツィニが遺した343編の設計書を元に、アルコバレーノのヴェルデが同じ秘密結社の仲間のイノチェンティ、ケーニッヒと共に開発した。5年でプロトタイプを完成させ、生物を模したオリジナルの343の匣の他に新しく、保存用、道具、武器の匣を発明・開発をしている。しかしこの兵器には謎が多く、何百という偶然の発明なくしてはこの兵器は出来ないとされている（白蘭の能力により、本来この世界には起こらないはずの偶然まで、人為的に起こさせていた）。10年後の雲雀は匣兵器について調べているが、知れば知るほど謎は深まるという。そして、ヴェルデは非73線により、死亡し、イノチェンティも謎の死を遂げる。唯一生き残っているケーニッヒは地下に潜り、新たな匣を闇の武器商人に流していると伝えられている。なお、炎の属性の効果は全ての匣にあてはまるのではなく、一部の優れた兵器のみが属性の性質を生かした攻撃ができる。匣にはコピー可能なものもあり、また、収納はできないが匣兵器同様に、炎を動力源とした機械や兵器も開発されている（モスカ・シリーズ、メローネ基地など）。匣の中には二次的に改造された物があり、通常の匣には無い力を持つが致命的な弱点を持つ場合がある（そのため「アンバランス匣」と呼ばれる）。具体例として改造した結果、匣に収納できなくなった霧ガントレットがある。
アルコバレーノ編では、現代の世界にて試作品の匣が、ちょっと面白い新兵器としてマフィアの間で出回っており、ヴェルデがマーモンに匣兵器の実験を依頼している。現代の世界の匣は試作品で開発途中であるため、匣の大きさは10年後の世界の物よりも大きく、匣兵器の形を保てる時間は短い（単純な生物なら長持ちする）。
真6弔花は、体に埋め込まれた匣を開匣することで自らの肉体と匣兵器を合体させ、それを修羅開匣と呼んでいる。修羅開匣は、匣アニマル（匣ダイナソー）の持つ特殊能力を人間自身の死ぬ気の炎の力で発動することで、匣アニマルの特殊能力をより強力に使用することができる。
虹の呪い編では改良され、体内に埋め込まず、普通に開匣するだけで修羅状態になれるようになったものが登場した。

##### 大空属性
天空ライオン（レオネ・ディ・チェーリ）
10年後のXANXUSとツナが所有するライオン型匣兵器で、ロレンツィニが設計した匣の中でレプリカが作成できないとされているほど、レア度が高い。そのため解明されていない部分が多く、能力も未知数である。構造も複雑であるため製作は難航し、4個の試作品のみが現存すると言われている（うち白い個体はXANXUSが所有、憤怒の炎により天空嵐ライガーとして使用され、橙色の個体はボンゴレ匣に改造されツナ所有）。大空属性の「調和」の力を持つ雄叫びが最大の特徴で、作中では対象を周囲の環境と同化させる能力を発動した。
XANXUSの場合は開匣する際、本来の大空の属性の炎に憤怒の炎が混入した状態で注入されるため、天空ライオンと嵐トラが混在した天空嵐ライガー（リグレ・テンペスタ・デイ・チェーリ）となる。天空嵐ライガーは大空属性の特性である調和に加え、嵐属性の分解の特性も併せ持ち、咆哮にも嵐の炎が付加される。代理戦争編では白金鎧天空嵐ライガー（アルマトゥーラ・ディ・プラティノ・リグレ・テンペスタ・デイ・チェーリ）へと強化され、新ヴァリアーリングの力で形態変化も可能となっている。XANXUSは、この匣を「ベスター」と呼んでいる。
天馬（カヴァッロ・アラート）
10年後のディーノが所有するウマ型匣兵器。その足は数ある匣兵器でもトップクラスの速さを誇る。大空の炎で形成された翼を生やしてペガサスのような姿となり、触れたものを切り裂いて炎との調和によって灰とする必殺技「天馬超翔（ペガソ・スーペル・サルト・ヴォランテ）」を備える。なお、ディーノはこの匣兵器を「スクーデリア」と呼んでいる。
天空ライオンVer.V（レオネ・ディ・チェーリ バージョンボンゴレ）
沢田綱吉を参照。
白龍（しろりゅう）
白蘭が所有する、龍型匣兵器。専用の一品物らしく、詳細はよくわかっていない。ミニチュア版のミニ白龍というのも存在する。

##### 嵐属性
ニードルスパイン
名前はゲームより。太猿が所有する武器の匣で、背中から死ぬ気の炎によってトゲを生み出し、相手を串刺しにする。
黒鎌（ダークサイズ）
野猿、太猿が所有する巨大な鎌型匣兵器。相手を切り裂いたり、死ぬ気の炎を放ったりして攻撃する。個体によって微妙に形状が違うようである。
名称不明（防御膜）
明言されていないが、おそらく死ぬ気の炎を幕のように張って攻撃を防ぐ、防御用匣。作中では太猿、野猿が嵐属性の物を使用したが、他の属性の物もあるかは不明。
黒手裏剣（ダークスライサー）
太猿が所有する追尾機能を持った手裏剣型匣兵器で、一つの匣に複数個収納されている。敵の炎を吸収して速度を増し、最終的に目標物の1.5倍の速度に達する。なお、敵（と炎）だけを追尾するため、使用者には当たらない。
嵐サソリ（スコルピオーネ・ディ・テンペスタ）
10年後のビアンキが所有する、尻尾に毒のような効果を発揮する、嵐属性の炎を宿したサソリ型匣兵器。赤炎の矢の威力をもってしても破壊することが出来ないほど硬く、尻尾から火炎放射をすることができるため、移動火炎砲台と呼ばれている。ビアンキは20個以上所有している。拷問にも使用されるらしい。
赤炎の矢（フレイムアロー）
嵐猫（ガット・テンペスタ） → 嵐豹（パンテーラ・テンペスタ）
嵐猫Ver.V（ガット・テンペスタ バージョンボンゴレ）
獄寺隼人を参照。
嵐モグラ（タルパ・テンペスタ）
ミルフィオーレが所有する、モグラ型匣兵器。ボンゴレファミリーの地下アジトを掘削する際に使用された。時々、方角を見失い所有者の元に帰って来ないものもいるらしい。
嵐蛇（セルペ・テンペスタ）
バイシャナが所有する巨大なツチノコ型匣兵器。ケーニッヒによって作られた新型で、他の匣兵器を捕食して成長する機能を持つ。また鱗には嵐属性の炎を纏っており、触れたものを分解する。
嵐クワガタ（チェルヴォ・ヴィランデ・テンペスタ）
バイシャナが所有する、嵐の炎を顎に纏ったクワガタムシ型匣兵器。嵐蛇と比べると火力、破壊力共に劣るが、嵐クワガタの顎にも分解能力が備わっている。相手に隙を与えない絶妙な時間差で攻撃する「8連クワガタ（チェルヴォ・ヴィランデ・ベル・オット）」で相手の動きを封じるため、回避することも攻撃することも困難である。バイシャナは8個所有しており、改造されて本来の物にない素早さを持つ。
嵐ミンク（ヴィゾーネ・テンペスタ）
10年後のベルフェゴールが所有する、分解能力を持つ炎を尾に纏うミンク型匣兵器。性格は従順。極めて防寒性に優れた体毛に覆われており、物体に体をこすりつけた時の摩擦熱で嵐属性の炎を起こすことができる。この能力を使い、分解作用をもった大規模な火災を瞬時に起こす「紅蓮の炎（フィアンマ・スカルラッタ）」という技を備える。ベルフェゴールは、この匣兵器を「ミンク」と呼んでいる。
嵐コウモリ（ピピストレッロ・テンペスタ）
ラジエルが所有するコウモリ型匣兵器。超音波の代わりに、目に見えない嵐属性の死ぬ気の炎「超炎破（オンデ・スーペル・フィアンマ）」を放出する。炎の8割は相手に吸収され、相手を内部から分解するほか、相手匣兵器に噛み付いて炎を吸収することもできる。
嵐ティラノサウルス（ティランノサウロ・テンペスタ）
詳細不明。ザクロの左胸に埋め込まれており、修羅開匣することで嵐属性の炎を全身に纏うティラノサウルスのような姿に変える。
虹の呪い編では、外付け使用に改良されて登場した。
嵐ブーメラン（ブーメラン・テンペスタ）
アニメオリジナル匣。双子のアラキデが1つずつ所有する、両端に嵐の炎を帯びたブーメラン型匣兵器。自転による回転力に嵐の炎の特徴である分解が加わるため、凄まじい破壊力が生み出される。
嵐ハイエナ（イエーナ・テンペスタ）
ミルフィオーレファミリーが所有する、嵐属性の炎を耳に宿したハイエナ型匣兵器。比較的にコピーがしやすく、レプリカが作りやすい。ミルフィオーレファミリーの主戦力となる匣兵器になっていて、匣初級の者にも使いやすく、所有者の炎の力によって、それ相応の力を発揮する。非常に高い殺傷能力を持つ。

##### 雨属性
雨燕（ローンディネ・ディ・ピオッジャ）
雨燕Ver.V（ローンディネ・ディ・ピオッジャ バージョンボンゴレ）
渦転斬（カテンザ）
雨犬Ver.V（カーネ・ディ・ピオッシャ バージョンボンゴレ）
山本武を参照。
雨フクロウ（グーフォ・ディ・ピオッジャ）
グロ・キシニアが所有する、全身に雨の炎を帯びたフクロウ型匣兵器。洪水を引き起こすことができ、相手の意識を失わせる。サブ匣として、白蘭がグロに授けた。骸との戦闘中に三叉槍で傷をつけられたことで骸の憑依が可能となり（骸が憑依した状態は“ムクロウ”と呼ばれる）、クローム髑髏との戦闘の中、骸に憑依されたことによりグロに離反、以降クローム髑髏の所有物となる（属性も骸の影響で、雨から霧に移行）。
雨巨大イカ（クラーケン・ディ・ピオッジャ）
グロ・キシニアが所有する、巨大なイカ型匣兵器。足に竜巻状になった雨の死ぬ気の炎を纏い攻撃、防御などを行う。メイン匣として、グロが授けられた物。クローム髑髏との戦闘で大破した。恥しがりやかつ巨大なため、全体を見るのは困難である。
暴雨鮫（スクアーロ・グランデ・ピオッジャ）
10年後のスクアーロが所有する、雨の炎を全身に纏う雨属性のサメ型匣兵器。性格は凶暴。雨属性の匣兵器の中でも1、2を争う凶暴性と破壊力をもっている。その威力は皮膚がかすめただけで大ダメージを与えるほど。また噛み付かれた者は雨の炎の鎮静作用により一時痛みを忘れるといわれる。スクアーロは、自分と名が同じこの匣兵器を「アーロ」と呼んでいる。
雨ペリカン（ペリカーノ・ディ・ピオッジャ）
オルゲルトが所有する、ペリカン型匣兵器。支援用であり攻撃力は皆無に近いが、嘴から雨属性の炎を噴射し他の匣兵器を無力化する能力を持つ。
巨雨象（エレファンテ・フォルテ・ピオッジャ）
オルゲルトが所有する、雨の炎を纏う雨属性の巨大なゾウ型匣兵器。性格は穏やか。全身を炎で纏えば、飛行することも可能でその姿は見る者の度肝を抜く。能力的にも攻守共に申し分なく、まさに空飛ぶ要塞である。複製もさほど難しくなく扱いやすい穏やかな性格でもあるため、ミルフィオーレの次期主力匣兵器として有力視されている。
足で踏み潰す「大地の鉄槌（マルテッロ・デッラ・テラ）」、2体の巨雨象で相手を踏み潰す「二重の鉄槌（ドッピオ・マルテッロ）」、3体の巨雨象を突撃させる「三重象（エレファンテ・トリプリチェ）」など、豊富な攻撃法が存在する。
雨イルカ（デルフィーノ・ディ・ピオッジャ）
声 - 寺崎裕香
ロレンツィニが設計した新型匣兵器の1つで、バジルが所有するイルカ型匣兵器。ヒレから鎮静作用のある刃を飛ばす「ドルフィンエッジ」という技を持つ。また、「ブレインコーティング」なる先進的なコミュニケーションシステムが組み込まれており、使用者および他の生物型匣兵器との意思疎通が可能となっている。それを利用した「匣間コンビネーションシステム」を使用でき、他の生物型匣の炎を自らに集中して突撃する「スーパー・ノヴァ・オーシャン」という技を使用可能。バジルは「アルフィン」と呼んでいる。
雨カタツムリ（仮称）
ブルーベルが川平不動産屋で使用した、爆発するカタツムリ型匣兵器。一つの匣で、複数個出現する。
雨ショニサウルス（ショニサウロ・ピォッジャ）
詳細不明。ブルーベルの左胸に埋め込まれており、修羅開匣することで全身に雨の炎を纏うショニサウルスのような姿に変える。
妨害コウモリ（ジャミング・バンピーロ）
アニメオリジナル匣。ホワイトスペルのみ所有する、雨の炎を纏ったコウモリ型匣兵器。敵のセンサーを破壊し、ジャミングすることが主な目的として使用される。アイリスの発言から、この匣はブラックスペルは所持していない模様。
雨コテ（サルダトーレ・ディ・ピオッジャ）
雨属性の治療用匣兵器。雨属性の死ぬ気の炎を灯し傷口に当てるとことで、痛みを沈静化させる。設定のみで、作中には未登場。
レインウォーカー
ゲームオリジナル。雨の炎を纏ったアメンボが出てくる。

##### 雲属性
雲ムカデ（スコロペンドラ・ディ・ヌーヴォラ）
ラル・ミルチが所有する、雲の炎を纏ったムカデ型匣兵器。相手の死ぬ気の炎を奪い吸収することで、体長を伸ばし纏わりつき、相手を捕獲することができる。また持ち主が自らの体に纏わりつかせることで防御壁となり、相手の攻撃を軽減することができる。ラルはこの匣兵器を「ザムザ」と呼んでいる。
雲ハリネズミ（ポルコスピーノ・ヌーヴォラ）
雲雀恭弥が所有する、雲の炎を帯びたハリネズミ型匣兵器。球状になり竜巻の如く回転して攻撃する他、相手の死ぬ気の炎を喰って体積を膨張させたり、絶対的遮断力を持った雲の炎を混合した密閉球体「球針態（きゅうしんたい）」となり相手を閉じ込めることができる。さらに複数のリングを指にはめ、炎を一気に匣に注入することで、自分と相手の匣兵器や障害物を入れずに、相手と自分だけを閉じ込める密閉球体「裏・球針態（うら・きゅうしんたい）」を作り出すことができる。その中は炎の燃焼のために酸素が少なくなっていく上、四方を囲む棘で両者肉弾戦のみのデスマッチが可能となる。なお、匣兵器は拒絶できてもリングの炎は拒絶できない。雲雀はオリジナル1個の他に、レプリカを2個所有している。なお、草壁によって「バリネズミ」と名づけられているが、雲雀は「ロール」と呼んでいる。
雲ハリネズミVer.V（ポルコスピーノ・ヌーヴォラ バージョンボンゴレ）
雲雀の持つ、「雲ハリネズミ」の匣兵器を改造した雲属性のボンゴレ匣。本体のロールとアーマー部分に分割することが可能。
アラウディの手錠
雲ハリネズミVer.Vが形態変化した手錠。周囲に生えたハリでの刺突のほか、雲属性の炎によって瞬時に増殖させ標的を拘束することも可能。
鬼熊（アンゴルソ・ディ・オルコー）
ニゲラ・ベアバンクルが所有する、前肢に雲の炎を宿したクマ型匣兵器。体長は3メートルほどで、長く湾曲した鋭い鉤爪で敵を切り裂いて攻撃する。二ゲラが「鬼熊使い」と呼ばれる所以は、この匣を所有しているからである。
雲桔梗（カンパヌラ・ディ・ヌーヴォラ）
桔梗が所有する、炎を吸収して増殖する桔梗型匣兵器。生物に付着することで、その生命エネルギーを全て吸い取ることが可能で、暗殺にも用いることができる。
雲（ヌーヴォラ）ヴェロキラプトル
桔梗が所有する、ミルフィオーレファミリーが開発したヴェロキラプトル型匣兵器。開匣時点で複数体出現するが、雲の炎の特性“増殖”によりさらに増加し、一つの匣で一軍隊に相当する力を有する。だが、一度で全ての個体が撃破されるとどうしようもない。
雲スピノサウルス（スピノサウロ・ヌーヴォラ）
詳細不明。桔梗の左胸に埋め込まれており、修羅開匣することでスピノサウルスのような姿に変える。ただし、増殖を繰り返したために原型を留めておらず、髪が無数のスピノサウルスの頭部になっている。
虹の呪い編では外付け使用に改良されて登場した。
紫竜巻（バイオレット・トルナーディ）
アニメオリジナル匣。ジャッジョーロが所有する、紫色の竜巻型匣兵器。相手に向けて飛ばすことで攻撃する。雲の炎の特徴である「増殖」によって竜巻を巨大化させ、威力を上げることができる。

##### 晴属性
晴コテ（サルダトーレ・デル・セレーノ）
笹川了平が所有する、晴属性の治療用匣兵器。晴属性の死ぬ気の炎を灯し傷口に当てることで、晴属性の炎の特徴により細胞組織の自然治癒力を活発にし何百倍もの早さで傷が治る。ただし、強制的超活性は細胞の死期を早めてしまう。
晴クモ（ラーニョ・チエル・セレーノ）
ジンジャー・ブレッドが所有する、晴の炎を纏ったクモ型匣兵器。弾に何千もの卵を封入して相手に被弾させ、所有者の合図によって成虫となって相手の体を突き破る。また、地面に被弾した卵を成虫にし、網を張らせて壁を作れる。
晴カンガルー（カングーロ・デル・セレーノ）
笹川了平が所有する、ロレンツィニによって設計された支援用のカンガルー型匣兵器。了平による命名は「漢我流（カンガリュウ）」。腹部の袋には晴属性のエネルギーが蓄えられており、炎を宿す「晴グローブ」と「晴シューズ」と「救急セット」などが収納されている。ちなみに、袋があるためメス。
晴カンガルーVer.V（カングーロ・デル・セレーノ バージョン・ボンゴレ）
了平の持つ、「晴カンガルー」の匣兵器を改造した晴属性のボンゴレ匣。背部には2門のキャノン砲が装備されており、ここから死ぬ気の炎を発射可能。
ナックルの極限ブレイク
晴カンガルーVer.Vが形態変化によって額当てとグローブに変化し、前述の晴属性の死ぬ気の炎によって使用者の神経と筋肉を超活性化させ、何10倍にもパワーアップさせる状態。ただし炎が強すぎるため、了平であっても3分間しか肉体がもたない。
名称不明（縄）
10年後の了平が所有する、明言されていないがおそらく晴属性の匣。晴の炎により強化された縄で、相手に巻き付けて動きを封じる。持ち主が倒されると消えてしまう。
メローネ基地
入江正一が白蘭に頼みこみ、作成させてもらった超巨大な匣。正確には、匣兵器と言うよりはモスカのような死ぬ気の炎を動力にした機械ともいえる巨大建造物。300メートル角の立方体で構成され、晴属性の炎による活性の力でコケを成長させ、その力で各ブロックを組み変えることが出来る。のちに、白蘭が仕込んでいた超炎リング転送システムによって、いずこかへと飛ばされた。
晴クジャク（パヴォーネ・デル・セレーノ）
10年後のルッスーリアが所有する、まばゆく光る晴の炎を羽に纏う支援型のクジャク型匣兵器。性格は好色。晴の活性の炎を羽より照射する「ヒーリングパネル」によりケガ人の手当てが可能だが、爪や毛も伸びてしまう。他の晴の匣兵器の活性の力より炎の照射面積が大きく、負傷者が多い時には目覚しい活躍を見せる。クジャクの鳴き声は甲高く、時に「イヤ～ン」と聞こえることもあるそうだ。ルッスーリアは、この匣兵器を「クーちゃん」と呼んでいる。
太陽サイ（リノチェロンテ・デル・セレーノ）
デイジーが所有する、サイ型匣兵器。ディーノの天馬、雲雀の雲ハリネズミVer.Vと交戦するが、あっさり敗れ去った。
晴トカゲ（仮称）
詳細不明。デイジーの左胸に埋め込まれており、修羅開匣することで晴の炎を纏ったトカゲのような姿に変える。
タコヘッド（テスタ・ディ・ポルポ）
アニメオリジナル匣。カプチーノが所有する、晴属性の巨大なタコ型匣兵器。8本の触手で敵を捕らえ、漏斗から体内に取り込み、徐々に溶解する。触手そのものにも晴の炎の特徴である活性が作用しており、損傷を受けても瞬時に回復することが出来る。使用者の頭の毛根も活性化させ、毛を生やすこともできるようである。

##### 雷属性
エレットロ・ビリアルド
ケーニッヒによって作られた匣で、γが所有するビリヤードのキュー&ボール型匣兵器。それぞれに雷の炎を蓄えることができ、キューでボールを突き、地面でスパークさせて相手を攻撃する「ショットプラズマ」、複数のボールを空中でスパークさせ、炎を連結し網状にすることで逃げ場を無くす「エレクトリック・タワー」という技も持つ。雷属性の炎の純度が増すほど強力になり、切れ味も鋭くなる。また、獄寺との戦闘終盤では1つのボールに全ての雷の炎を収束し、キューで突き放つ「ファイナルショット」という技を使用した。
電狐（エレットロ・ヴォールピ）
ロレンツィニによって作られた匣で、γが所有する電気を纏った二匹のキツネ型匣兵器。「コルル」と「ビジェット」という名前がある。バリアを張って相手の攻撃から身を守ったり、相手に放出することができる。
黒狐（ネレ・ヴォールピ）
ヴェルデによって作られた匣で、電狐をアップデートして黒い狐にする。γがジッリョネロの先代ボス（アリア）から、ファミリーを守るために託されていた。高性能であるが、精製度B以下のリングでは100%の能力は引き出せない。
（雷の）バッテリーボックス
予備の死ぬ気の炎を備蓄できる匣。単行本の説明文によると、雷以外の属性の物も存在するようだが作中では未登場なため、こちらに記載する。
電槍（ランチャ・エレットリカ）
デンドロ・キラムが所有する、巨大な槍型匣兵器。雷属性の特徴である「硬化」によりコーティングされているため、貫けないものはないと言われている。キラムは、雷の炎を蓄えて相手を串刺しにする技「電撃突き（コルポ・エレットロ・ショック）」を得意とする。
電猪（エレットロ・チンギャーレ）
デンドロ・キラムが所有する、雷の炎を纏った2本の角を持つ巨大なイノシシ型匣兵器。所有者であるキラムの突破力の5倍の力があり、雷の死ぬ気の炎を角に纏わせ相手に突進する「猪突猛進（チンギャーレ・スコントロ・フロンターレ）」を得意とする。過去に止めた者は誰もいないことから「一番槍（アラッタッコ）」と呼ばれる。
雷エイ（トルペディネ・フールミネ）
10年後のレヴィが所有する、雷の炎を纏うエイ型匣兵器。全身に炎を纏えば飛行することもできる。リングの炎を自らの発炎能力により、何倍にも増幅できるレアな能力を備えているのが特徴。レヴィはこの特徴を利用し、増幅された雷の炎と付属兵器による新必殺技「SUPER・LEVI・VOLTA（スーペル・レヴィ・ボルタ）」を完成させた。レヴィは、この匣兵器を「リヴァイア」と呼んでいる。
雷牛Ver.V（ブーファロ・フールミネ バージョン・ボンゴレ）
ランボを参照。
電撃蜂（エレットゥリコ・ホーネット）
アニメオリジナル匣。アーペが所有するハチ型匣兵器。蜂の巣から無数の蜂を繰り出すタイプの物も確認されている。自動追尾機能を有しており、対象にターゲットハニーを付着させることで、所有者を倒さない限り目標物を追い続ける。
電撃蛍（エレットゥリコ・ファイアフライ）
アニメオリジナル匣。ミルフィオーレファミリーが所有する雷の炎を纏ったホタル型匣兵器。ボンゴレファミリーの敵策センサーを瞬時に破壊できることから、主に妨害電波を発し、敵をかく乱することが目的で使用される。アイリスの発言から、この匣はブラックスペルは所持していない模様。
死カマキリ（デッド・マンティス）
アニメオリジナル匣。ミルフィオーレファミリーが所有する、雷の炎を帯びたカマキリ型匣兵器。目にも止まらぬ素早い動きで敵に特攻することから「音速の魔物」と呼ばれる。雷の炎を纏っているため突破力は抜群であるが、雲雀の雲ハリネズミとの衝突によって打ち負かされた。
雷鳥（ペルニーチェ・ビアンカ・フールミネ）
ミルフィオーレファミリーが所有する、雷属性の炎を全身に纏ったライチョウ型匣兵器。比較的にコピーがしやすく、レプリカを作りやすい。ミルフィオーレファミリーの空中兵器として重宝されている。普段は嘴に炎を集中させているが、全身に炎を纏うことで、雷の炎で高い硬度を得ることができる。雷の炎の特徴である硬化により、突破力を強化することが出来る。

##### 霧属性
バルーン
ラル・ミルチが所有する、バルーン型匣兵器。敵が近くに存在するとき、炎を噴出して知らせる。
霧（ネッビア）ガントレット
ケーニッヒによって作られた匣で、ラル・ミルチが所有する手の甲から肘までを覆うガントレット状の装備。最大6本の死ぬ気の炎を射出することができる。ラルのものは改造が施され、9ミリの弾丸も射出できるようになっている。だが、無理な改造をしたため、匣に収納出来ない通常兵器と化している。
霧フクロウ（グーフォ・ディ・ネッビア）
クローム髑髏が所有する、霧の炎を全身に纏ったフクロウ型匣兵器。元々はグロ・キシニアが所有する雨フクロウだったが、クロームとの戦闘の際に変質し、現在はクローム髑髏の匣と化している。「ムクロウ」のコードネームでボンゴレファミリー内では通用しており、骸が憑依を許す生体としても、属性が変化したものとしても数少ない特殊な匣兵器である。常に開匣状態で、クロームと行動を共にしている。
霧フクロウVer.V（グーフォ・ディ・ネッビア バージョン・ボンゴレ）
クロームの持つ、「霧フクロウ」の匣兵器を改造した霧属性のボンゴレ匣。
D・スペードの魔レンズ
霧フクロウVer.Vが形態変化した魔レンズ。幻術で姿を隠した敵の捕捉や、未知の敵の正体を暴くことが可能。
幻海牛（スペットロ・ヌディブランキ）
幻騎士が所有する、霧属性の無数のウミウシ型匣兵器。開匣後、瞬く間に周囲に広がり、所有者の想像を映像化した幻覚を構築するが、所有者の映像が処理出来ないほどの負荷を与えられると、元の状態に戻る。また追尾機能、誘爆機能を有しており、自動で相手に向かって突進する。
幻剣（スペットロ・スパダ）
幻騎士が所有する、霧の炎を纏うことが出来る大剣型匣兵器。大きさは所有者によって伸縮自在である。数多く武器を生み出したケーニッヒの作った匣の中でも特に力を入れられた名剣であり、一太刀のうちに何本もの刃を生み出すことが出来る凄まじい能力を有している。能力のない者がこの剣を振るえば、刃の軌道は自身に向かうとされるほど恐ろしい力であるために、幻騎士は白蘭の使用許可なしには用いることが出来ない。
霧の2番（ネッビア・ヌーメロ・ドゥエ）
幻騎士が所有する、霧属性の炎を纏うことが出来る鎧型匣兵器。ケーニッヒが生み出した甲冑シリーズの中でも近接戦闘用として設計され、大きさは所有者に合わせて伸縮自在である。幻剣と同様に取り扱いが難しいため、白蘭の許可なしには幻騎士は使用することができない。
霧の4番（ネッビア・ヌーメロ・クアットロ）
霧属性の炎を纏うことが出来る、鎧型匣兵器。霧の2番同様、ケーニッヒが生み出した甲冑シリーズの中の一つで、大きさも所有者に合わせて伸縮自在。物理攻撃には弱いものの対幻術士用として作られたため、甲冑の至るところに幻術を高めることが出来る魔石が埋め込まれており、使用するときには高い幻術能力が求められる。
霧ウミヘビ（仮称）
トリカブトが所有する、海蛇型匣兵器。かすかに雷の炎を纏わせており、「硬化」の力で貫通力を上げている。トリカブトは幻術と併用しており、「ウミヘビ方眼（レーペ・センペルテ・ディ・マーレ）」という技を使用する。
霧蛾（仮称）
詳細不明。トリカブトの左胸に埋め込まれており、修羅開匣することで霧の炎を纏ったガのような姿に変える。
名称不明（ピンボール）、名称不明（ワニ） 名称不明（ヒトデ）
アニメオリジナル匣。現代のヴェルデが作った試作品の匣で、匣の大きさは10年後の世界の物よりも大きい。

##### 属性不明または複数属性確認済みの匣
Fシューズ（フレイムシューズ）
ミルフィオーレファミリー所有のブーツ型匣兵器。Xグローブと同じ仕組みで、宙に浮くことが出来る。通称「ゲタ」。
迷彩柄の保存用ボックス
属性不明。ラルが所有する。中には無理矢理摘出されたと思われる、傷だらけの青いおしゃぶり（コロネロのもの）が入っていた。
デルタ匣（デルタボックス）
ゲーム『家庭教師ヒットマンREBORN! 禁断の闇のデルタ』オリジナル。見た目は黒っぽい三角錐の匣。命名は10年後の雲雀で、由来はΔ（デルタ）の形状から。これの近くだと骸の実体化のタイムリミットが増える、10年前のヴァリアーやシャマルやクローム、犬、千種を呼び出すなど、謎の多い代物。もともとミルフィオーレの物だったが、輸送中に雲雀たちが手に入れ、ボンゴレの物となる。大空の属性を持つツナにも開けられなかったが、なぜか雷の属性を持つ、ランボ、γ、レヴィ（この際彼はリングではなく、技「レヴィ・ボルタ」を使っていただけだった）には開けることができた。開くと闇の波動と呼ばれるものを放出し、近くの者（例外として、コロネロの青いおしゃぶりも捕獲した）を捕獲（同時捕獲数は場合によって違う）、デルタカテーナ（命名リボーン。由来は「Δ（デルタ）」と"拘束する"という意味の「カテーナ」から）という三角柱状の物質に拘束し、その者と馴染み深い者を思念体として出現させる（この際同時出現は二人まで、出現場所はランダムで、構成しているのは闇の波動とほぼ同一の物）。思念体には、獄寺がツナを襲う、ラルが10年後の状況下で好きに暴れるなど、どこか本物と違う者もいれば本物とほぼ相違ない者もいる。思念体を倒した後、不安定になった「カテーナ」に、拘束された者を信じる強い覚悟の炎を打ち込むことで、拘束された者を解き放つことができる（この際拘束されていた者は、その間の記憶が無い）。この一連の作用は「試練」と呼ばれる。作中この匣については未完成、新種など諸説あったが、実はこれはボンゴレI世が、ボンゴレを永久に見守り続けるために、その魂を分けて作らせたボックス（彼の時代に匣技術があったのかは不明）であり、ボンゴレの危機に際しボンゴレの力と絆を鍛えるためにツナに、骸・クロームに、そしてXANXUSに試練を課していたのだった。

#### その他
非73線（ノン・トゥリニセッテ）
10年後の世界で大気中に照射されており、アルコバレーノにとって有害であり、浴び続けると呪いで死んでしまうとされている。
アニメでは、アルコバレーノ編に、ヴェルデがこれによく似た性質を持つ物を使用しており、リボーンたちを動けなくするのに用意した。本人によると、実験中に偶然出来たとのこと。
白い装置（仮称）
メローネ基地の入江正一の研究室にある白くて丸い装置。この装置の中には、10年バズーカの効果で10年前の世界に転送されるはずのこの時代のツナたちが分子レベルに分解された状態で保存されており、5分以上経過しても元いた世界に戻らない要因となっている。装置の中心には、入江が10年後のツナから預かっていた「ボンゴレ匣」が入っていた。
マモンチェーン
リングの持つ力を封印するための鎖。マーモン（バイパー）がおしゃぶりの力を封じるために括りつけていた鎖も、これと思われる（おしゃぶりはリングの最高位73の一つであるため）。ラル・ミルチ所有の迷彩柄の匣から出てきたおしゃぶりにも巻かれていた。
XグローブVer.V.R.（イクスグローブ・バージョンボンゴレリング）
沢田綱吉#Xグローブ Ver.V.R.を参照。
オートマモンチェーンリングカバー
リング未使用時に、自動的にふたがかぶさり、力を封じて敵に探知されなくする道具。マモンチェーンと効果は同じだが、使用するたびに取り外しする手間が省けた。ジャンニーニ（10年後）による発明品。
ヘッドホン
メローネ基地突入前にジャンニーニ（10年後）が発明したヘッドホン。アジトと音声通信ができる。周波数は随時変わるため、盗聴される心配はない。獄寺・山本・了平のものはネックバンド型。中でもツナのヘッドバンド型のものは特製で、レシーバーに内蔵された映写機からホログラムを照射することができる。レシーバー側面に27（ツナ）と描かれている。
コンタクトディスプレイ
沢田綱吉#技・使用武器などを参照。
ナノコンポジットアーマー
耐炎性で、死ぬ気の炎にも強い。メローネ基地のあちこちに張り巡られている。
チャフ・フレア砲
スパナが改良したオリジナルのもので、死ぬ気の炎をチャージできる。ダミーの炎を発射することで、死ぬ気の炎を追尾するタイプの匣兵器にも対応している。
チョイス
入江が昔、白蘭と共に暇つぶしで作った戦争のゲーム（入江によると「この時が人生で一番楽しかったころ」）。名の由来は「ゲームにおける凡ゆる事をチョイス『選択』して戦うこと」から。直径10kmのフィールド内で行うことと、本陣となる基地ユニットを設けることは決まっているが、戦闘フィールドや参加可能な駒の数などはゲーム開始時に当事者同士がルーレットなどを使用して決定する。ルールを一通り聞いたリボーン曰く「戦いで言うところの局地戦を再現して行うような物。」。アニメ版では入江からルールを聞いた山本からは「思ったよりもシンプル」良平は「俺でも理解出来た」と言われたように、考案当初は暇つぶしを目的にした単純なボードゲームであったらしいが、入江が徐々にのめり込んで出来ることを徐々に増やしていった結果、パソコンゲーム化しバージョンアップを繰り返した結果、最終的には可動式で武装を施した本陣の戦車がフィールド上を走り回っていたという（本人によると「そのころはまだ若かったから」）。戦闘前に決められた兵士ユニットの駒を揃えられなければその時点で負けになり、基地ユニットは50立方メートル以下であれば、自分でプログラムで設計した物を、自分の軍の資金から使用して創り使うことが出来る。様々なケースの決着方法が存在するようだが、入江と白蘭によると最も単純なものはターゲットルール（あらかじめ定めた相手のメインターゲットを討った側が勝ち）であるらしい。勝者は敗者から欲しいものを何でも1つ奪うことができる。
白蘭はこれによって、ボンゴレファミリーとミルフィオーレファミリーの決着をつけると宣言した。ボンゴレファミリーとミルフィオーレファミリーの対決では、戦闘フィールドがツナが引いたカードによって、各属性の参加人数がジャイロルーレットによって決定された。ターゲットルールで行われ、ルーレットと同時にメインターゲットが決定され、メインターゲットの左胸にはメインターゲットであることを示す死ぬ気の炎が灯された。この炎が消えたときメインターゲットが討たれたとされるが、この炎を灯すことは本人の体力を消費するため、戦闘や長期化に伴う多量の炎の放出によって消えることもあり、これが実質的なタイムリミットとなっている。
超炎リング転送システム
リングの炎を使ったテレポーテーションシステム。メローネ基地クラスの大きい物体でないと仕込めないほど、巨大である。ツナたちがチョイス会場に転送するのに使用する際には、500万FV以上の炎圧が必要とされた。
レーサーバイク/エアーバイク
チョイスでの広大なフィールドの移動手段として、ジャンニーニ（10年後）が改造した大型バイク。元はツナ（10年後）のコレクション。アニメでは、架空の乗り物である飛行可能なエアーバイクに変更された（原作同様に本物のバイクにしてしまうと、ツナたちがまだバイクの免許が取得不可能な中学生なのに運転をすることになり、放送コードに引っかかるため）。
非73線（ノン・トゥリニセッテ）防止コンテナ
アニメオリジナル。背中に背負うことができる大きさのコンテナで、コンテナの内部は、非73線を完全ではないが遮断することができる。この中にリボーンが入って、非73線の中を移動するのに使われた。

## 書誌情報

### 単行本
- 天野明 『家庭教師ヒットマンREBORN!』 集英社〈ジャンプ・コミックス〉、全42巻。巻タイトルは「○○来る！」で終わる。
  1. 「リボーン来る!」2004年10月9日第1刷発行（10月4日発売[集 1]）、ISBN 4-08-873680-X
  2. 「いろいろ来る!」2004年12月31日第1刷発行（12月27日発売[集 2]）、ISBN 4-08-873699-0
  3. 「ほんのり来る!」2005年3月9日第1刷発行（3月4日発売[集 3]）、ISBN 4-08-873783-0
  4. 「跳ね馬来る!」2005年5月7日第1刷発行（5月2日発売[集 4]）、ISBN 4-08-873809-8
  5. 「星の王子来る!」2005年7月9日第1刷発行（7月4日発売[集 5]）、ISBN 4-08-873831-4
  6. 「お調子者来る!」2005年9月7日第1刷発行（9月2日発売[集 6]）、ISBN 4-08-873853-5
  7. 「熱い夏来る!」2005年12月7日第1刷発行（12月2日発売[集 7]）、ISBN 4-08-873889-6
  8. 「隣町ボーイズ来る!」2006年2月8日第1刷発行（2月3日発売[集 8]）、ISBN 4-08-874020-3
  9. 「新アイテム来る!」2006年4月9日第1刷発行（4月4日発売[集 9]）、ISBN 4-08-874042-4
  10. 「リング来る!」2006年6月7日第1刷発行（6月2日発売[集 10]）、ISBN 4-08-874110-2
  11. 「ヴァリアー来る!」2006年8月9日第1刷発行（8月4日発売[集 11]）、ISBN 4-08-874142-0
  12. 「激しい闘い来る!」2006年10月9日第1刷発行（10月4日発売[集 12]）、ISBN 4-08-874265-6
  13. 「霧の守護者来る!」2007年1月9日第1刷発行（1月4日発売[集 13]）、ISBN 978-4-08-874301-1
  14. 「大空戦来る!」2007年3月7日第1刷発行（3月2日発売[集 14]）、ISBN 978-4-08-874328-8
  15. 「零地点突破来る!」2007年5月7日第1刷発行（5月2日発売[集 15]）、ISBN 978-4-08-874355-4
  16. 「10年後来る!」2007年8月8日第1刷発行（8月3日発売[集 16]）、ISBN 978-4-08-874401-8
  17. 「ヒバード来る!」2007年11月7日第1刷発行（11月2日発売[集 17]）、ISBN 978-4-08-874434-6
  18. 「Ver.V.R.来る!」2008年2月9日第1刷発行（2月4日発売[集 18]）、ISBN 978-4-08-874476-6
  19. 「霧のち晴来る!」2008年4月9日第1刷発行（4月4日発売[集 19]）、ISBN 978-4-08-874497-1
  20. 「X BURNER来る!」2008年6月9日第1刷発行（6月4日発売[集 20]）、ISBN 978-4-08-874525-1
  21. 「SISTEMA C.A.I.来る!」2008年9月9日第1刷発行（9月4日発売[集 21]）、ISBN 978-4-08-874565-7
  22. 「蒼燕流特式来る!」2008年11月9日第1刷発行（11月4日発売[集 22]）、ISBN 978-4-08-874592-3
  23. 「ツナVS.幻騎士来る!」2009年2月9日第1刷発行（2月4日発売[集 23]）、ISBN 978-4-08-874630-2
  24. 「10年後ヴァリアー来る!」2009年4月8日第1刷発行（4月3日発売[集 24]）、ISBN 978-4-08-874651-7
  25. 「ボンゴレ匣来る!」2009年7月8日第1刷発行（7月3日発売[集 25]）、ISBN 978-4-08-874701-9
  26. 「チョイス来る!」2009年10月7日第1刷発行（10月2日発売[集 26]）、ISBN 978-4-08-874729-3
  27. 「ユニ来る!」2009年12月9日第1刷発行（12月4日発売[集 27]）、ISBN 978-4-08-874750-7
  28. 「最終決戦来る!」2010年3月9日第1刷発行（3月4日発売[集 28]）、ISBN 978-4-08-870012-0
  29. 「ツナ対白蘭来る!」2010年4月30日第1刷発行（4月30日発売[集 29]）、ISBN 978-4-08-870034-2
  30. 「転校生来る!」2010年8月9日第1刷発行（8月4日発売[集 30]）、ISBN 978-4-08-870087-8
  31. 「継承式来る!」2010年10月9日第1刷発行（10月4日発売[集 31]）、ISBN 978-4-08-870112-7
  32. 「ボンゴレVS.シモン来る!」2010年12月8日第1刷発行（12月3日発売[集 32]）、ISBN 978-4-08-870146-2
  33. 「黒い影来る!」2011年3月9日第1刷発行（3月4日発売[集 33]）、ISBN 978-4-08-870187-5
  34. 「覚醒来る!」2011年5月7日第1刷発行（5月2日発売[集 34]）、ISBN 978-4-08-870220-9
  35. 「新生D来る!」2011年8月9日第1刷発行（8月4日発売[集 35]）、ISBN 978-4-08-870256-8
  36. 「虹の呪い来る!」2011年10月9日第1刷発行（10月4日発売[集 36]）、ISBN 978-4-08-870292-6
  37. 「虹の代理戦争来る!」2012年1月9日第1刷発行（1月4日発売[集 37]）、ISBN 978-4-08-870314-5
  38. 「呪解来る!」2012年4月9日第1刷発行（4月4日発売[集 38]）、ISBN 978-4-08-870388-6
  39. 「8人目の赤ん坊来る!」2012年6月9日第1刷発行（6月4日発売[集 39]）、ISBN 978-4-08-870419-7
  40. 「虹の謎来る!」2012年9月9日第1刷発行（9月4日発売[集 40]）、ISBN 978-4-08-870479-1
  41. 「復讐者戦来る!」2012年12月9日第1刷発行（12月4日発売[集 41]）、ISBN 978-4-08-870517-0
  42. 「ちゃおちゃお来る!」2013年3月9日第1刷発行（3月4日発売[集 42]）、ISBN 978-4-08-870552-1

単行本のコーナー
ハルのハルハルインタビュー
三浦ハルがリボーンやツナたちにインタビューを行い、誕生日などのプロフィールを聞き出す。三段組の文章形式になっており、挿絵はハルたちが撮影したという設定でインスタント写真風に描かれている。6回は骸たちが、12・19・21・22・32・33回はヴァリアーが、34回は真6弔花が横取りしタイトルも「犬のケンケンぱぁ〜」「ルッスーリア三丁目」「ブルーベルのぶるぶるインタビュー」となったが、6回12回19回21回22回32回33回34回と普通に数えられている。その回は第○回の後に「?」がつくが、21回目から無くなった。14回目からは公式キャラクターブック発売に伴い、プロフィール以外の読者からの質問などに答えるようになっている。プロフィールは写真の1枚に写されて表示されている。5巻から開始、31巻時点で第28回目。5巻のみ、1・2回が1ページずつで2回分乗せられている。また、公式キャラクターブックには出張版が掲載されている。
なお、アニメで102話から141話まで放送されたミニコーナー「ハルのハルハルインタビューでんじゃらす」は、原作とは内容が異なる。
読者のアジト
読者から送られてきたイラストハガキを紹介するコーナー。登場キャラ全員でコメントをする。中には質問が書かれたハガキが来ることがある。最後は、『ONE PIECE』の単行本のコーナー同様ジャンプ編集部の宛先が書かれたイラストで締める。2巻から開始。ページ数は毎巻差が生じる。
なお、骸たちのハガキは「パイナッポー通信（旧・黒曜のアジト）」、ヴァリアーのハガキは「ヴァリアーのアジト」、ミルフィオーレは「ミルフィオーレジャーナル」、シモンファミリーは「脅威のシモン」と分かれており、それぞれその集団所属の登場キャラがコメントする（脅威のシモンはボンゴレ殲滅まで（35巻ではD・スペードを倒すまで）コメントを差し控えると言い、コメント無し）。脅威のシモンは、36巻から読者のアジトと合同となっている。なお、23巻で骸たちの分のページが旧サブタイトル「黒曜のアジト」となっていた。30巻では未来編のキャラのハガキは「未来のアルバム」として敵味方なく掲載される。また、31巻からミルフィオーレジャーナルは「ミルフィオーレファン」と改名され、現時代にいないため、コメントはツナたちが行っていたが、37巻から元のミルフィオーレジャーナルに戻っている。
フゥ太のデータ研究所
読者が考えた登場人物などに関するさまざまなデータやランキングが送られてくる。同じような内容のものが送られてくることが多いらしい。14巻から開始。

### 公式キャラクターブック
家庭教師ヒットマンREBORN! 公式キャラクターブック Vongola77（ボンゴレセッタンタセッテ）
2007年10月4日発行 / ISBN 978-4-08-874196-3
家庭教師ヒットマンREBORN!総集編 ボンゴレ・ファミリア!!
2009年10月30日発行 / ISBN 978-4-08-111015-5

### イラスト集
家庭教師ヒットマンREBORN! 公式ビジュアルブック REBORN Colore!（リボーンコローレ）
2010年4月2日発行 / ISBN 978-4-08-874835-1

### 電子書籍
単行本全巻が電子書籍化されており、一部は以下の章立てでカラー化されている。(2013年12月現在)
- 日常編
- 黒曜・ヴァリアー編

## 担当編集者
1. 相田聡一：第1話[19]（2004年○月） - 第○○話（2007年10月[20]）
2. 吉田幸司：第168話ごろ（2007年11月[20]） - 第235話ごろ（2009年3月）[21]
3. 籾山悠太：第236話ごろ（2009年4月） - 標的293ごろ（2010年6月）[22]
4. 金成圭：標的294ごろ（2010年6月）[要出典] - 標的409

## テレビアニメ
2006年10月から2010年9月25日までテレビ東京系にて放送された。全203話。未来編までがアニメ化された。放送局はテレビ東京系列6局（土曜10時30分 - 11時00分）とBSジャパン（木曜19時00分 - 19時30分、5日遅れ）、その他一部地方局。CS放送においては2007年6月からAT-Xで放送されており、アニマックスでも2008年2月より放送開始。海外では、台湾の台湾電視台、および韓国のトゥーニバースで放送。
2008年10月4日（標的102）からハイビジョン制作に切り替えた。本来の読みと異なる漢字表記（例：『ボンゴレ匣（ボックス）』や、ツナたちが使う必殺技名など）は、字幕放送ではカタカナや普通の言葉として表記されている。
アニメーション制作のアートランドにとって同作は初の全日帯アニメかつ製作委員会を含む最初の製作に回った作品である。なお、この作品はメインキャラクターや敵キャラクター問わず、舞台を中心に活動する役者や新人声優を多く起用している。

### タイトルコール
原作とは時系列（日常編→バトル編→日常編→バトル編）やキャラクターの設定などが大幅に変更されている。また、日常編とバトル編ではサブタイトルコールの演出が異なる。
- 『vsヴァリアー編』の副題：標的34から標的65
- 『未来編』の副題：標的74から標的141
- 『アルコバレーノ編』の副題：標的142から標的153
- 『未来チョイス編』の副題：標的154から標的177
- 『I世ファミリー編』の副題：標的178から標的189
- 『未来決戦編』の副題：標的190から標的203までタイトルコールに追加

### ミニコーナーなどの変遷
- 標的20〜標的73：ミニコーナー「来週の星座占い」（占い：潘恵子）が始まり（占いは1年後に消滅）、それに伴いCM直前・CM明けのアイキャッチが廃止、次回予告が5秒に短縮。

『黒曜編』から『vsヴァリアー編』（特に守護者戦）にかけてはエンディングと次回予告もしくはミニコーナーの間にCパートが挿入されることがあった。
- 標的102〜標的141：ミニコーナー「ハルのハルハルインタビューでんじゃらす」放映（SDキャラになったハルが司会進行・リボーンがコメンテーターとなりキャラクター紹介を行う）。

標的116・123ではヴァリアーの「ルッスーリア三丁目 ア・モーレ!」が、標的132では黒曜中の「犬のケンケンぱぁーチャンネル」がミニコーナーとして追加され、標的122では「パオパオ老師のパオパオインタビューどんぶらこ」としてリボーン扮するパオパオ老師がハルにインタビューする形式となっている。
- 標的102からアイキャッチが復活、標的142から標的153までアルコバレーノ編用のアイキャッチに変更、標的154からは以前のアイキャッチに戻った。

- 標的143〜：次回予告の時間が30秒に

- 標的155〜標的157：Vジャンプで連載されていた「怪物づかい ツナ」がプチアニメ化。

- 標的157〜：次回予告内でOA連動クイズ実施開始。URL（メニュー>テレビ>テレビ東京）かQRコードからアクセス出来、ケータイサイトでクイズに正解すると待受がもらえる。締め切りはOA当日から24時まで。BSジャパンではその告知に関するテロップは表示されない。

- 標的158〜標的177：ミニコーナー「来週の星座占い」（占い：潘恵子）が再び導入。

- 標的179〜：「怪物づかい ツナ」の続編がプチアニメ化。

### スタッフ
- 原作 - 天野明
- 監督 - 今泉賢一
- 監修 - 石黒昇
- シリーズ構成 - 岸間信明
- キャラクターデザイン - 田中将賀
- メカデザイン、 小物・エフェクト設定 - 渡辺浩二
- 総作画監督（標的53 - 、制作協力回のみ） - 日向正樹
- 美術監督 - 松宮正純
- 色彩設計 - 山下圭子→齋藤亜沙美
- 撮影監督 - 濱雄紀
- 編集 - 西山茂→坪根健太郎
- 音楽 - 佐橋俊彦
- 音楽プロデューサー - 長岡和弘
- 音楽制作 - ポニーキャニオン
- 音響監督 - 平光琢也→ハマノカズゾウ
- プロデューサー - 青木俊志→土方真→吉野文（テレビ東京）、吉村行夫→山西太平→笹田直樹、片岡義朗
- 製作 - テレビ東京、電通、ARTLAND

### 主題歌

#### オープニングテーマ
1. 「Drawing days」（標的1 - 標的26）
  - 作詞・作曲 - 向井隆昭 / 編曲・歌 - SPLAY
  - 標的20からは、OPアニメーションが一部変更となっている。
2. 「BOYS & GIRLS」（標的27 - 標的51）
  - 作詞・作曲 - maya / 編曲 - maya+aiji  +前口渉 / 歌 - LM.C
  - 標的34からは、タイトルに「VSヴァリアー編」の副題がついている。
3. 「DIVE TO WORLD」（標的52 - 標的73）
  - 作詞 - MEEKO / 作曲 - 83 / 編曲 - CHERRYBLOSSOM+m-takeshi / 歌 - CHERRYBLOSSOM
  - 標的65までは、タイトルに「VSヴァリアー編」の副題がついている。
4. 「88」（標的74 - 標的101）
  - 作詞・作曲 - maya / 編曲 - maya+アイジ+渡辺善太郎 / 歌 - LM.C
5. 「last cross」（標的102 - 標的126）
  - 作詞・歌 - 光岡昌美 / 作曲 - T2ya / 編曲 - 小高光太郎
6. 「EASY GO」（標的127 - 標的153）
  - 作詞 - BCON / 作曲・編曲 - 大島賢治 / 歌 - 加藤和樹
  - 標的142からはアニメーションが一部変更となり、タイトルに「アルコバレーノ編」の副題がついている。
7. 「Funny Sunny Day（REBORN! Japanese Version）」（標的154 - 標的177）
  - 作詞 - Mika Arata / 作曲・歌 - SxOxU
8. 「LISTEN TO THE STEREO!!」（標的178 - 標的203）
  - 作詞 - 松本素生 / 作曲 - 松本素生+河野丈洋 / 編曲 - GOING UNDER GROUND+ヒダカトオル / 歌 - GOING UNDER GROUND

#### エンディングテーマ
1. 「道標」（標的1 - 標的12）
  - 作詞・歌 - 橘慶太 / 作曲 - T2ya / 編曲 - Koma2Kaz
2. 「ONE NIGHT STAR」（標的13 - 標的29）
  - 作詞・作曲 - 坂井竜二 / 編曲 - the ARROWS+籠島裕昌 / 歌 - the ARROWS
3. 「Echo again」（標的30 - 標的38）
  - 作詞 - 向井隆昭 / 作曲 - 向井隆昭+道本卓行 / 編曲 - SPLAY+片岡大志 / 歌 - SPLAY
4. 「friend」（標的39 - 標的51）
  - 作詞 - KIKOMARU / 作曲・編曲 - 内田"ucchy"悟 / 歌 - アイドリング!!!
5. 「Sakura addiction」（標的52 - 標的62）
  - 作詞 - 向井隆昭 / 作曲 - 向井隆昭 / 道本卓行 / 編曲 - SPLAY / 歌 - 雲雀恭弥（近藤隆） vs 六道骸（飯田利信）
6. 「friend」（標的63）
  - 作詞 - KIKOMARU / 作曲 - 内田"ucchy"悟 / 編曲 - 船山基紀 / 歌 - 笹川京子（稲村優奈） vs 三浦ハル（吉田仁美）
  - 翌年1月発売の同タイトルのキャラクターデュエットシングルCD宣伝のため、放映は1回のみ。アイドリング!!!の同名曲（第4期エンディング）のカバーで、映像はその時のものを再使用し音楽のみ差し替えられた。
7. 「STAND UP!」（標的64 - 標的76）
  - 作詞 - 谷内伸也+古屋敬多+鍵本輝+中土居宏宜 / 作曲・編曲 - 本山清治 / 歌 - Lead
8. 「アメあと」（標的77 - 標的89）
  - 作詞・作曲 - Tetsuya Iida / 編曲 - Tetsuya Iida+Koma2Kaz / 歌 - w-inds.
9. 「CYCLE」（標的90 - 標的101）
  - 作詞・作曲 - MEEKO / 編曲 - CHERRYBLOSSOM+家原正樹 / 歌 - CHERRYBLOSSOM
10. 「すべり台」（標的102 - 標的114）
  - 作詞・作曲 - 森翼 / 編曲 - 鈴木Daichi秀行 / 歌 - 森翼
11. 「桜ロック」（標的115 - 標的126）
  - 歌 - CHERRYBLOSSOM
12. 「Smile for...」（標的127 - 標的138）
  - 作詞・作曲 - 広瀬香美 / 編曲 - 井上ヨシマサ / 歌 - 上戸彩
13. 「青い夢」（標的140 - 標的153）
  - 作詞・作曲・歌 - 森翼 / 編曲 - 鈴木Daichi秀行
14. 「夢のマニュアル」（標的154 - 標的165）
  - 作詞 - MEEKO / 作曲 - MEEKO、83 / 編曲 - 村田昭、CHERRYBLOSSOM / 歌 - CHERRYBLOSSOM
15. 「gr8 story」（標的166 - 標的177）
  - 作詞 - 武瑠 / 作曲 - yuji / 編曲 - SuG+Tom―H@ck / 歌 - SuG
16. 「ファミリア」（標的178 - 標的190）
  - 作詞・作曲 - 吉田安英 / 編曲 - VNO / 歌 - D-51
17. 「キャンバス」（標的191 - 標的203）
  - 作詞・作曲 - +Plus / 編曲 - +Plus、Redwood Humberg Jr. / 歌 - +Plus

#### OP・EDリスト
| 使用話数          | 使用曲                                     | 絵コンテ          | 演出              | 作画監督        | 総作画監督 |
| ----------------- | ------------------------------------------ | ----------------- | ----------------- | --------------- | ---------- |
| 標的1 - 標的19    | Drawing days                               | 今泉賢一          | 松尾慎            | 田中将賀        | -          |
| 標的20 - 標的26   | Drawing days                               | 今泉賢一 田中将賀 | 松尾慎 田中将賀   | 田中将賀        | -          |
| 標的27 - 標的51   | BOYS & GIRLS                               | 今泉賢一 田中将賀 | 下司泰弘          | 田中将賀        | -          |
| 標的52 - 標的73   | DIVE TO WORLD                              | 大橋誉志光        | 吉岡忍            | 田中将賀        | -          |
| 標的74 - 標的101  | 88                                         | 田中将賀          | 田中将賀          | 田中将賀        | -          |
| 標的102 - 標的126 | last cross                                 | 下司泰弘          | 下司泰弘          | 落合瞳          | 田中将賀   |
| 標的127 - 標的141 | EASY GO                                    | 長井龍雪          | 下司泰弘          | 落合瞳          | -          |
| 標的142 - 標的153 | EASY GO                                    | 長井龍雪 田中将賀 | 下司泰弘 田中将賀 | 落合瞳 田中将賀 | -          |
| 標的154 - 標的177 | Funny Sunny Day (REBORN! Japanese Version) | 今泉賢一          | 駒谷健一郎        | 落合瞳          | 田中将賀   |
| 標的178 - 標的203 | LISTEN TO THE STEREO!!                     | 下司泰弘          | 下司泰弘          | 近藤奈都子      | 田中将賀   |

| 使用話数          | 使用曲           | 絵コンテ | 演出     | 作画監督 | 総作画監督 |
| ----------------- | ---------------- | -------- | -------- | -------- | ---------- |
| 標的1 - 標的12    | 道標             | 田中将賀 | 田中将賀 | 田中将賀 | -          |
| 標的13 - 標的29   | ONE NIGHT STAR   | 長井龍雪 | 長井龍雪 | 田中将賀 | -          |
| 標的30 - 標的38   | Echo again       | よこた和 | よこた和 | 田中将賀 | -          |
| 標的39 - 標的51   | friend           | 田中将賀 | 田中将賀 | 田中将賀 | -          |
| 標的52 - 標的62   | Sakura addiction | 吉岡忍   | 吉岡忍   | 田中将賀 | -          |
| 標的64 - 標的76   | STAND UP!        | よこた和 | よこた和 | 田中将賀 | -          |
| 標的77 - 標的89   | アメあと         | 荒木弥緒 | 左藤洋二 | 日向正樹 | -          |
| 標的90 - 標的101  | CYCLE            | 荒木弥緒 | 荒木弥緒 | 田中将賀 | -          |
| 標的102 - 標的114 | すべり台         | 荒木弥緒 | 荒木弥緒 | 荒木弥緒 | -          |
| 標的115 - 標的126 | 桜ロック         | 荒木弥緒 | 荒木弥緒 | 荒木弥緒 | -          |
| 標的127 - 標的139 | Smile for...     | 荒木弥緒 | 荒木弥緒 | 荒木弥緒 | -          |
| 標的140 - 標的153 | 青い夢           | 荒木弥緒 | 荒木弥緒 | 荒木弥緒 | 田中将賀   |
| 標的154 - 標的165 | 夢のマニュアル   | 荒木弥緒 | 荒木弥緒 | 荒木弥緒 | -          |
| 標的166 - 標的177 | gr8 story        | 荒木弥緒 | 荒木弥緒 | 荒木弥緒 | 田中将賀   |
| 標的178 - 標的190 | ファミリア       | 荒木弥緒 | 荒木弥緒 | 荒木弥緒 | -          |
| 標的190 - 標的203 | キャンバス       | 中野英明 | 日向正樹 | 荒尾英幸 | -          |

### 各話リスト
サブタイトルは原作と同様、数え方は「標的○○（○には数字が入る）」となっている。

### 放送局
TXNでの放送は他の多くの全日帯アニメと違い、エンドカードの差し替えが行われずにそのまま放送されていた。これはBSジャパンでも同様となっていた。
| 放送地域       | 放送局         | 放送期間 | 放送日時                                                                                       | 放送系列              | 備考             |
| -------------- | -------------- | --- | ---------------------------------------------------------------------------------------------- | --------------------- | ---------------- |
| 関東広域圏     | テレビ東京     | 2006年10月7日 - 2010年9月25日 | 土曜 10:30 - 11:00                                                                             | テレビ東京系列        | 製作局           |
| 北海道         | テレビ北海道   | 2006年10月7日 - 2010年9月25日 | 土曜 10:30 - 11:00                                                                             | テレビ東京系列        | 同時ネット       |
| 愛知県         | テレビ愛知     | 2006年10月7日 - 2010年9月25日 | 土曜 10:30 - 11:00                                                                             | テレビ東京系列        | 同時ネット       |
| 大阪府         | テレビ大阪     | 2006年10月7日 - 2010年9月25日 | 土曜 10:30 - 11:00                                                                             | テレビ東京系列        | 同時ネット       |
| 岡山県・香川県 | テレビせとうち | 2006年10月7日 - 2010年9月25日 | 土曜 10:30 - 11:00                                                                             | テレビ東京系列        | 同時ネット       |
| 福岡県         | TVQ九州放送    | 2006年10月7日 - 2010年9月25日 | 土曜 10:30 - 11:00                                                                             | テレビ東京系列        | 同時ネット       |
| 日本全域       | BSジャパン     | 2006年10月19日 - 2010年10月7日 | 木曜 19:00 - 19:30                                                                             | テレビ東京系列 BS放送 |                  |
| 日本全域       | AT-X           | 2007年6月5日 - 2009年9月29日 2009年10月9日 - 2011年4月29日                                                                                 | 火曜 10:00 - 10:30 金曜 10:30 - 11:00                                                          | アニメ専門CS放送      | リピート放送あり |
| 日本全域       | アニマックス   | 2008年2月6日 - 4月23日 2008年5月8日 - 2011年6月30日 2011年7月7日 - 2012年2月16日                                                           | 水曜 22:00 - 22:30 木曜 19:00 - 19:30 木曜 19:30 - 20:00                                       | アニメ専門CS放送      | リピート放送あり |
| 滋賀県         | びわ湖放送     | 2008年4月22日 - 2011年5月31日 2011年6月6日 - 10月24日                                                                                      | 火曜 5:40 - 6:10 月曜・火曜 5:40 - 6:10                                                        | 独立局                |                  |
| 石川県         | 北陸放送       | 2008年9月30日 - 2009年3月24日 2009年3月31日 - 7月14日 2009年7月21日 - 10月6日 2009年10月13日 - 2010年3月23日 2010年3月30日 - 2011年3月29日 | 火曜 16:25 - 16:52 火曜 15:58 - 16:25 火曜 16:00 - 16:30 火曜 16:28 - 16:56 火曜 16:24 - 16:52 | TBS系列               | [ 注 1 ]         |

1. ↑  標的117で打ち切り。

| テレビ東京系列 土曜 10:30 - 11:00 | テレビ東京系列 土曜 10:30 - 11:00                    | テレビ東京系列 土曜 10:30 - 11:00                                  |
| 前番組                            | 番組名                                               | 次番組                                                             |
| --------------------------------- | ---------------------------------------------------- | ------------------------------------------------------------------ |
| 金子柱憲・高田純次ゴルフの王道    | 家庭教師ヒットマンREBORN! （2006年10月 - 2010年9月） | 爆丸バトルブローラーズ ニューヴェストロイア （火曜19時枠より移動） |

### DVD
テレビシリーズ
- 標的1 - 標的33までは『家庭教師ヒットマンREBORN!』名義で全33話構成、全8巻で発売
- 標的34 - 65までは『家庭教師ヒットマンREBORN! vsヴァリアー編』にタイトルを変え全8巻で発売
- 標的66 - 73までは『家庭教師ヒットマンREBORN! 日常編』名義にて全2巻で発売
- 標的74 - 101までは『家庭教師ヒットマンREBORN! 未来編』名義にて全7巻で発売
- 標的102 - は『家庭教師ヒットマンREBORN! 未来編X（イクス）』名義にて全10巻で発売

キャラクターDVDシリーズ
アニメ公式サイト（マーベラス）で行われたキャラクター人気投票結果を元に、上位10位以内のキャラクターのアニメの名場面などを収録。全3巻。最終結果と収録されなかった11位以下20位以内のキャラクターは「週刊少年ジャンプ」2010年4月5日号で発表された。
1. collection 1（2010年4月7日、PCBX-51298）
  - 収録キャラクター：ツナ（3位）、獄寺（4位）、XANXUS（7位）

2. collection 2（2010年5月7日、PCBX-51299）
  - 収録キャラクター：雲雀（1位）、ベルフェゴール（6位）、ディーノ（9位）

3. collection 3（2010年6月2日、PCBX-51230）
  - 収録キャラクター：骸（2位）、山本（5位）、スクアーロ（8位）、白蘭（10位）

その他
1. 家庭教師ヒットマンREBORN! OP&ED MOVIE COLLECTION（2010年12月15日）

DVD-BOX
1. 家庭教師ヒットマンREBORN! DVD Bullet BOX（2009年6月17日、PCBX-60820）
  - 標的1〜33までを収録。
  - 初回特典：特典ディスク、BOX特典：描き下ろしBOXイラスト、64Pオールカラーブックレット、ピクチャーレーベル仕様、ジャケットポストカード（1枚）

2. 家庭教師ヒットマンREBORN! DVD Battle BOX（2010年3月3日、PCBX-60821）
  - 標的34〜65までを収録。
  - 初回特典：特典ディスク、BOX特典：詳細解説ブックレット、ポストカードセット

イベントDVD
2008年5月に開催されたキャラソンコンサートの模様がアニメイト各店舗、通販およびポニーキャニオンショッピングクラブにて限定発売。また、メイキング映像などの特典を収録したアニメイト独占版も同時発売。
- 家庭教師ヒットマンREBORN! ボンゴレ最強のカルネヴァーレ2008 〜in 中野サンプラザ〜（2008年7月25日、DMBS-69）
- 家庭教師ヒットマンREBORN! ボンゴレ最強のカルネヴァーレ2009 〜横浜にヴァリアー現る〜 〜in パシフィコ横浜・国立大ホール〜（2009年5月29日）

### CD

#### 主題歌ベストアルバム
1. 家庭教師ヒットマンREBORN! OPENING & ENDING THEME SONGS 〜vsヴァリアー編までのアニメ主題歌をフルで聴け!〜（2008年2月20日、PCCA-02635）
2. KATEKYO HITMAN REBORN!OPENING&ENDING THEME SONGS2（2009年8月19日、PCCA-02994）
3. 家庭教師ヒットマンREBORN!オープニング&エンディングテーマソングス3〜未来決戦編までのアニメ主題歌をフルで聴け!〜（2010年9月1日、PCCA-03259）
4. 家庭教師ヒットマンREBORN! OP&ED 主題歌バトル 決戦CD匣（2010年9月1日、PCCA-03260）
5. 決定盤「家庭教師ヒットマンREBORN!」アニメ主題歌&キャラクター主題歌カバー集 (2017年7月19日)

#### サウンドトラック
劇伴音楽は佐橋俊彦が指揮、フェイスミュージックが演奏を担当。本作品はサックスなどの管楽器を駆使したブルース調のジャズから正当なクラシカル調の楽曲を中心に構成されている。「未来編」からは新たにシンセサイザーなどで作られた楽曲が大半を占めるようになる。

#### キャラクターソング
アルバム
キャラクターデュエットシングル

## ジャンプアニメ
『家庭教師ヒットマンREBORN! ボンゴレファミリー総登場! ボンゴレ式修学旅行、来る!!』は2009年「ジャンプスーパーアニメツアー2009」で上映されたオリジナルエピソード。内容は修学旅行の話。これに後編を追加したコンプリート版DVDが2010年7月に発売された。
- 『家庭教師ヒットマンREBORN! ジャンプスーパーアニメツアー2009 ボンゴレ式修学旅行、来る! THE COMPLETE MEMORY』2010年7月21日発売 PCBX-51350

## ヴォイスコミック
集英社のヴォイスコミック「VOMIC」として、2010年12月にジャンプ専門情報番組『サキよみ ジャンBANG!』にて放送され、2011年1月からVOMIC公式サイトで配信された。全4話。主な声優陣はテレビアニメ版そのままで、原作の「継承式編」を再現する。
キャスト
- リボーン - ニーコ
- 沢田綱吉 - 國分優香里
- 古里炎真 - 内山昂輝
- 鈴木アーデルハイト - 結城アイラ
- 青葉紅葉 - 木村良平
- SHITT・P! - りりあん
- 加藤ジュリー - 大関真
- 水野薫 - 栗原功平
- 担任の先生 - 平野貴裕

## 小説
- 『家庭教師ヒットマンREBORN! 隠し弾1 骸・幻想』子安秀明著、2007年3月12日発行、ISBN 978-4-08-703177-5
- 『家庭教師ヒットマンREBORN! 隠し弾2 X-炎』子安秀明著、2008年2月4日発行、ISBN 978-4-08-703188-1
- 『家庭教師ヒットマンREBORN! 隠し弾3 ミルフィオーレ・パニック』子安秀明著、2009年7月3日発行、ISBN 978-4-08-703204-8
- 『家庭教師ヒットマンREBORN! 隠し弾4 弔いの花は散る』子安秀明著、2010年4月30日発行、ISBN 978-4-08-703222-2
- 『家庭教師ヒットマンREBORN! 隠し弾5 シモンクッキング！』子安秀明著、2011年5月7日発行、ISBN 978-4-08-703246-8

## ゲーム
- 家庭教師ヒットマンREBORN!DS 死ぬ気MAX!ボンゴレカーニバル!!（ニンテンドーDS、タカラトミー、2007年3月29日発売）
- 家庭教師ヒットマンREBORN!DS フレイムランブル 骸強襲!（ニンテンドーDS、タカラトミー、2007年6月28日発売）
- 家庭教師ヒットマン REBORN! ドリームハイパーバトル! 死ぬ気の炎と黒き記憶（PlayStation 2、マーベラスエンターテイメント、2007年8月30日発売）
- 家庭教師ヒットマンREBORN!DS フレイムランブル開炎 リング争奪戦!（ニンテンドーDS、タカラトミー、2007年9月20日発売）
- 家庭教師ヒットマンREBORN! Let's暗殺!? 狙われた10代目!（PlayStation 2、マーベラスエンターテイメント、2007年10月25日発売）
- 家庭教師ヒットマン REBORN! ドリームハイパーバトル! Wii（Wii、マーベラスエンターテイメント、2008年1月10日発売）
- 家庭教師ヒットマンREBORN!DS ボンゴレ式対戦バトルすごろく（ニンテンドーDS、タカラトミー、2008年3月27日発売）
- 家庭教師ヒットマンREBORN!DS フェイトオブヒート 炎の運命（ニンテンドーDS、タカラトミー、2008年5月1日発売）
- 家庭教師ヒットマンREBORN!DS フレイムランブル超 燃えよ未来（ニンテンドーDS、タカラトミー、2008年7月24日発売）
- 家庭教師ヒットマンREBORN! 狙え!? リング×ボンゴレトレーナーズ（PlayStation 2、マーベラスエンターテイメント、2008年8月28日発売）
- 家庭教師ヒットマンREBORN! バトルアリーナ（PlayStation Portable、マーベラスエンターテイメント、2008年9月18日発売）
- 家庭教師ヒットマンREBORN! 禁断の闇のデルタ（PlayStation 2・Wii、マーベラスエンターテイメント、2008年11月20日発売）
- 家庭教師ヒットマンREBORN!DS マフィア大集合! ボンゴレフェスティバル!!（ニンテンドーDS、タカラトミー、2008年12月4日発売）
- 家庭教師ヒットマンREBORN!DS フェイトオブヒートII 運命のふたり（ニンテンドーDS、タカラトミー、2009年4月16日発売）
- 家庭教師ヒットマンREBORN!DS フレイムランブルX（イクス）未来超爆発（ニンテンドーDS、タカラトミー、2009年7月23日発売）
- 家庭教師ヒットマンREBORN! BATTLE ARENA2スピリットバースト（PlayStation Portable、マーベラスエンターテイメント、2009年9月17日発売）
- 家庭教師ヒットマンREBORN!DS オレがボス!最強ファミリー大戦（ニンテンドーDS、タカラトミー、2009年12月17日発売）
- なりキャラ家庭教師ヒットマンREBORN!（ニンテンドーDSi（ニンテンドーDSiウェア）、タカラトミー、2010年1月27日配信）
- 家庭教師ヒットマンREBORN! 絆のタッグバトル（PlayStation Portable、マーベラスエンターテイメント、2010年2月25日発売）
- 家庭教師ヒットマンREBORN!DS フェイトオブヒートIII 雪の守護者来襲!（ニンテンドーDS、タカラトミー、2010年4月29日発売）
- 家庭教師ヒットマンREBORN!DS フレイムランブルXX（ダブルイクス）超決戦!真6弔花（ニンテンドーDS、タカラトミー、2010年7月22日発売）

携帯電話アプリゲーム
- 家庭教師ヒットマンREBORN!モバイルファミリー10代目（タカラトミー）

トレーディングカードゲーム
- 家庭教師ヒットマンREBORN!CCG（キャラクターカードゲーム）（ブロッコリー）
  - 第1弾「カードゲーム来る!」（2007年12月14日発売）全120種
  - 第2弾「黒曜中来る!」（2008年4月4日発売）全92種
  - 第3弾「ヴァリアー来る!」（2008年7月4日発売）全92種
  - 第4弾「リング争奪戦来る!」（2008年9月26日発売）全92種
  - 第5弾「パーティー来る!」（2009年1月23日発売）全100種
  - 第6弾「10年後来る!」（2009年4月24日発売）全92種
  - 第7弾「突入作戦来る!」（2009年7月23日発売）全93種
  - 第8弾「強敵（ライバル）来る!」（2009年10月30日発売）全92種
  - 第9弾「フェスティバル来る!」（2010年1月29日発売）全100種

- 家庭教師ヒットマンREBORN!CCGX（キャラクターカードゲームイクス）（ブロッコリー）
  - 第1弾「新たな戦い来る!」（2010年4月30日発売）全101種

トレーディングカードアーケードゲーム
- 家庭教師ヒットマンREBORN!サザンクロスバトル（アトラス）（全11弾）
  - 第1弾（2008年4月稼動）
  - 第2弾（2008年7月稼動）
  - 第3弾（2008年9月稼動）
  - 第4弾（2008年10月稼動）
  - 第5弾（2008年12月稼動）
  - 第6弾（2009年2月稼動）
  - 第7弾（2009年4月稼動）
  - 第8弾（2009年7月稼動）
  - 第9弾（2009年9月稼動）
  - 第10弾（2009年12月稼働）
  - 第11弾（2010年2月稼働）

ジャンプコラボゲーム
- ジャンプスーパースターズ（ニンテンドーDS、任天堂、2005年8月8日発売）「ツナ/リボーン」で登場
- ジャンプアルティメットスターズ（ニンテンドーDS、任天堂、2006年11月23日発売）「ツナ/リボーン」で登場
- ジェイスターズビクトリーバーサス（PlayStation 3、PlayStation Vita、バンダイナムコゲームス、2014年3月19日発売）「沢田綱吉&リボーン」で登場
- 週刊少年ジャンプ オレコレクション!（スマートフォン、バンダイナムコエンターテインメント、2017年10月31日から参戦）
- ジャンプチ ヒーローズ（スマートフォン、LINE、2018年9月30日から参戦）

## イベント
- 家庭教師ヒットマンREBORN!ボンゴレ最強のカルネヴァーレ2008 〜死ぬ気で集え! in 中野サンプラザ〜 - 2008年5月4日に中野サンプラザにて開催。
- 家庭教師ヒットマンREBORN!ボンゴレ最強のカルネヴァーレ2008 〜死ぬ気で追加公演! in 中野サンプラザ〜 - 2008年5月4日に中野サンプラザにて開催。
- 家庭教師ヒットマンREBORN!ボンゴレ最強のカルネヴァーレ2009 〜横浜にヴァリアー現る〜 - 2009年3月1日にパシフィコ横浜にて開催。
- 家庭教師ヒットマンREBORN!ボンゴレ最強のカルネヴァーレ3 〜白蘭・入江参戦! in 東京・名古屋・神戸〜 - 2009年12月30日に東京国際フォーラム、2010年1月9日に名古屋市公会堂、2010年1月10日に神戸ポートピアホールにて開催[23]。

## 舞台
家庭教師ヒットマンREBORN! the STAGE
2018年9月21日から30日までは東京・天王洲 銀河劇場にて、10月3日から6日までは大阪・メルパルクホール大阪にて公演。原作の『VS黒曜編』が描かれる。守護者役は、舞台化発表の翌日から公式サイトで1日一人ずつ発表された。
家庭教師ヒットマンREBORN! the STAGE -vs VARIA part I-
2019年6月14日から23日までは東京・シアター1010にて、6月27日から30日までは大阪・柏原市民文化会館 リビエールホールにて公演。演出・脚本は第一弾と同じくは丸尾丸一郎（劇団鹿殺し）が担当。原作の『VSヴァリアー編』の前半部分（雨の守護者戦まで）が描かれる。2020年1月にpart IIの後編が公演された。
家庭教師ヒットマンREBORN! the STAGE -vs VARIA part II-
2020年1月6日から13日まで東京・天王洲 銀河劇場にて、1月17日から19日まで大阪・梅田芸術劇場 シアター・ドラマシティにて公演。原作の『VSヴァリアー編』の後編部分が描かれる。
家庭教師ヒットマンREBORN! the STAGE -隠し弾（SECRET BULLET）-
2020年11月7日から15日までは東京・天王洲 銀河劇場、11月19日から22日までは京都・京都劇場にて公演。小説版『隠し弾』に収録されている、ディーノを主人公とした「跳ね馬 爆走！」とXANXUSを主人公とした「X-炎」の2つのエピソードが描かれる。
家庭教師ヒットマンREBORN! the STAGE -episode of FUTURE-
舞台化シリーズの最終章として前後編で原作の『未来編』が描かれる。前編は2021年7月16日から22日まで東京・天王洲 銀河劇場、8月6日から8日まで大阪・サンケイホールブリーゼ、後編は2021年7月27日から8月1日まで天王洲 銀河劇場、8月13日から15日までサンケイホールブリーゼで公演を予定していたが、後編は東京公演初日の7月27日の公演が出演者体調不良のため中止となり、大阪公演は公演関係者にコロナウイルス陽性が確認されたため8月13日から15日まで全ての公演が中止となった。

スタッフ
- 演出・脚本 - 丸尾丸一郎（劇団鹿殺し）
- 音楽 - オレノグラフィティ

キャスト
映像出演は青背景。
|                      | 2018年 第1弾 | 2019年 第2弾 -vs VARIA partⅠ- | 2020年 第3弾 -vs VARIA partⅡ | 2020年 第4弾 -隠し弾(SECRET BULLET)- | 2021年 第5弾 -episode of FUTURE- 前編 | 2021年 第5弾 -episode of FUTURE- 後編 |
| -------------------- | ------------ | ----------------------------- | ---------------------------- | ------------------------------------ | ------------------------------------- | ------------------------------------- |
| リボーン             | ニーコ       | ニーコ                        | ニーコ                       | ニーコ                               | ニーコ                                | ニーコ                                |
| 沢田綱吉             | 竹中凌平     | 竹中凌平                      | 竹中凌平                     | -                                    | 竹中凌平                              | 竹中凌平                              |
| 獄寺隼人             | 桑野晃輔     | 原嶋元久                      | 原嶋元久                     | -                                    | 原嶋元久                              | 原嶋元久                              |
| 山本武               | 山本涼介     | 山本涼介                      | 山本涼介                     | -                                    | 山本涼介                              | 山本涼介                              |
| 笹川良平             | 上杉輝       | 上杉輝                        | 上杉輝                       | -                                    | 上杉輝                                | 上杉輝                                |
| ランボ               | KIMERU       | KIMERU                        | KIMERU                       | -                                    | KIMERU                                | KIMERU                                |
| 雲雀恭弥             | 岸本勇太     | 岸本勇太                      | 岸本勇太                     | -                                    | 北村健人                              | 北村健人                              |
| 六道骸               | 和田雅成     | -                             | 和田雅成                     | -                                    | 和田雅成                              | 和田雅成                              |
| クローム髑髏         | -            | -                             | 朝倉ふゆな                   | -                                    | 朝倉ふゆな                            | 朝倉ふゆな                            |
| 笹川京子             | 伊藤優衣     | 伊藤優衣                      | 伊藤優衣                     | -                                    | 伊藤優衣                              | 伊藤優衣                              |
| 三浦ハル             | 永島聖羅     | 本西彩希帆                    | 本西彩希帆                   | -                                    | 本西彩希帆                            | 本西彩希帆                            |
| 城島犬               | 椎名鯛造     | -                             | 椎名鯛造                     | -                                    | -                                     | -                                     |
| 柿本千種             | 稲垣成弥     | -                             | 稲垣成弥                     | -                                    | -                                     | -                                     |
| Ｍ・Ｍ               | 平山りの     | -                             | -                            | -                                    | -                                     | -                                     |
| ランチア             | 川上将大     | -                             | 川上将大                     | -                                    | -                                     | -                                     |
| ビアンキ             | 豊田真希     | -                             | -                            | -                                    | -                                     | -                                     |
| フゥ太               | 熊谷魁人     | -                             | -                            | -                                    | -                                     | -                                     |
| XANXUS               | -            | 林田航平                      | 林田航平                     | 林田航平                             | 林田航平                              | 林田航平                              |
| S・スクアーロ        | -            | 髙﨑俊吾                      | 髙﨑俊吾                     | 髙﨑俊吾                             | 髙﨑俊吾                              | 髙﨑俊吾                              |
| ルッスーリア         | -            | 高木勝也                      | 高木勝也                     | 高木勝也                             | -                                     | 高木勝也                              |
| ベルフェゴール       | -            | 大海将一郎                    | 大海将一郎                   | 大海将一郎 / 樋口裕太                | 大海将一郎                            | 大海将一郎                            |
| レヴィ・ア・タン     | -            | 八巻貴紀                      | 八巻貴紀                     | 八巻貴紀                             | -                                     | 八巻貴紀                              |
| マーモン             | -            | 甲斐千尋                      | 甲斐千尋                     | 甲斐千尋                             | -                                     | -                                     |
| ゴーラ・モスカ       | -            | 工藤翔馬                      | 工藤翔馬                     | -                                    | -                                     | -                                     |
| ヴェッキオ・モスカ   | -            | -                             | -                            | 工藤翔馬                             | -                                     | -                                     |
| フラン               | -            | -                             | -                            | -                                    | -                                     | 甲斐千尋                              |
| ディーノ             | -            | 山田ジェームス武              | 山田ジェームス武             | 山田ジェームス武                     | -                                     | 山田ジェームス武（三好大貴）          |
| コロネロ             | -            | 深澤大河                      | 深澤大河                     | -                                    | 深澤大河                              | 深澤大河                              |
| Dr.シャマル          | -            | 山内圭輔                      | -                            | -                                    | -                                     | -                                     |
| 沢田家光             | -            | 河合龍之介                    | 河合龍之介                   | -                                    | -                                     | -                                     |
| バジル               | -            | 前田大翔                      | 前田大翔                     | -                                    | -                                     | -                                     |
| 山本剛               | -            | 石田佳央                      | -                            | -                                    | -                                     | -                                     |
| ボンゴレ9代目        | -            | -                             | 武智健二                     | -                                    | -                                     | -                                     |
| オッタビオ           | -            | -                             | -                            | 山本匠馬                             | -                                     | -                                     |
| ロマーリオ           | -            | -                             | -                            | 新田健太                             | -                                     | -                                     |
| ティグレ             | -            | -                             | -                            | 汐崎アイル                           | -                                     | -                                     |
| キャバッローネ9代目  | -            | -                             | -                            | 加藤靖久                             | -                                     | -                                     |
| ラル・ミルチ         | -            | -                             | -                            | -                                    | 新原ミナミ                            | -                                     |
| 白蘭                 | -            | -                             | -                            | -                                    | 仲田博喜                              | 仲田博喜                              |
| ユニ                 | -            | -                             | -                            | -                                    | 高橋紗妃                              | 高橋紗妃                              |
| 入江正一             | -            | -                             | -                            | -                                    | 佐伯亮                                | 佐伯亮                                |
| γ                    | -            | -                             | -                            | -                                    | 岸本卓也                              | 岸本卓也                              |
| 幻騎士               | -            | -                             | -                            | -                                    | 宮澤佑                                | 宮澤佑                                |
| グロ・キシニア       | -            | -                             | -                            | -                                    | 三好大貴                              | -                                     |
| ジンジャー・ブレッド | -            | -                             | -                            | -                                    | とまん                                | -                                     |
| スパナ               | -            | -                             | -                            | -                                    | 富永勇也                              | -                                     |
| ジル                 | -            | -                             | -                            | -                                    | -                                     | 樋口裕太                              |
| 桔梗                 | -            | -                             | -                            | -                                    | -                                     | 小坂涼太郎                            |
| ザクロ               | -            | -                             | -                            | -                                    | -                                     | 塩口量平                              |
| デイジー             | -            | -                             | -                            | -                                    | -                                     | とまん                                |
| ブルーベル：         | -            | -                             | -                            | -                                    | -                                     | 藤綾近                                |